# Couscous
Cette page contient des caractères spéciaux ou non latins. S’ils s’affichent mal (▯, ?, etc.), consultez la page d’aide Unicode.
Pour les homonymes, voir Couscous (homonymie). Pour le plat brésilien, voir cuscuz.
Le couscous (en berbère : ⵙⴽⵙⵓ seksu ou ⴽⵙⴽⵙⵓ keskesu, en arabe maghrébin : الطعام، كسكسي، كسكس، سكسو, seksu, kuskus, kusksi, kesksu, t’am) est d'une part une semoule de blé dur préparée à l'huile d'olive (un des aliments de base traditionnels de la cuisine des pays du Maghreb) et d'autre part une spécialité culinaire issue de la cuisine berbère, à base de légumes, d'épices, d'huile d'olive et de viande (rouge ou de volaille) ou de poisson.
Il est, avec le tajine, l'un des plats emblématiques de la cuisine traditionnelle du Maghreb et, plus largement, des cuisines juives d'Afrique du Nord, de la cuisine berbère et du régime méditerranéen, cuisiné selon de multiples déclinaisons régionales et culturelles locales. Les plus anciennes traces connues de couscoussiers sont retrouvées dans des sépultures du IIIe siècle av. J.-C., de l'époque du roi berbère Massinissa de Numidie (dans l'actuel nord de l'Algérie)[réf. nécessaire], un des berceaux de la culture du blé. Connu en France depuis le XVIe siècle, il est intégré dans la cuisine française au début du XXe siècle, à travers l'Empire colonial français et les pieds-noirs d'Algérie.
Diverses régions sous influence historique du Maghreb ou ayant échangé avec lui, tels que certains pays d'Europe du Sud (Sardaigne, Sicile, Malte, Espagne, Portugal, Grèce), du Proche-Orient (Levant) et d'Afrique subsaharienne (Sahel) ont aussi repris le couscous dans leur cuisine en donnant naissance à des variantes locales et régionales.
Les savoirs, savoir-faire et pratiques liés à la production et à la consommation du couscous sont inscrits sur la liste représentative du patrimoine culturel immatériel de l’humanité.

## Description
Le couscous est servi le plus souvent avec un ragoût de légumes pouvant être accompagné de viande rouge, blanche ou de poisson ou sans viande, présenté parfois dans un plat en terre cuite traditionnel à tajine, ges'a (gesâa) ou tebsi en fonction des régions. Le plat de base consiste en l'association du couscous (céréale) et d'un apport protéinique, viande, poisson ou pois chiches (légumineuse jouant le rôle de l'apport protéinique). Il peut aussi être consommé seul, aromatisé ou nature, chaud ou froid, comme dessert avec du sucre ou plat d'accompagnement.

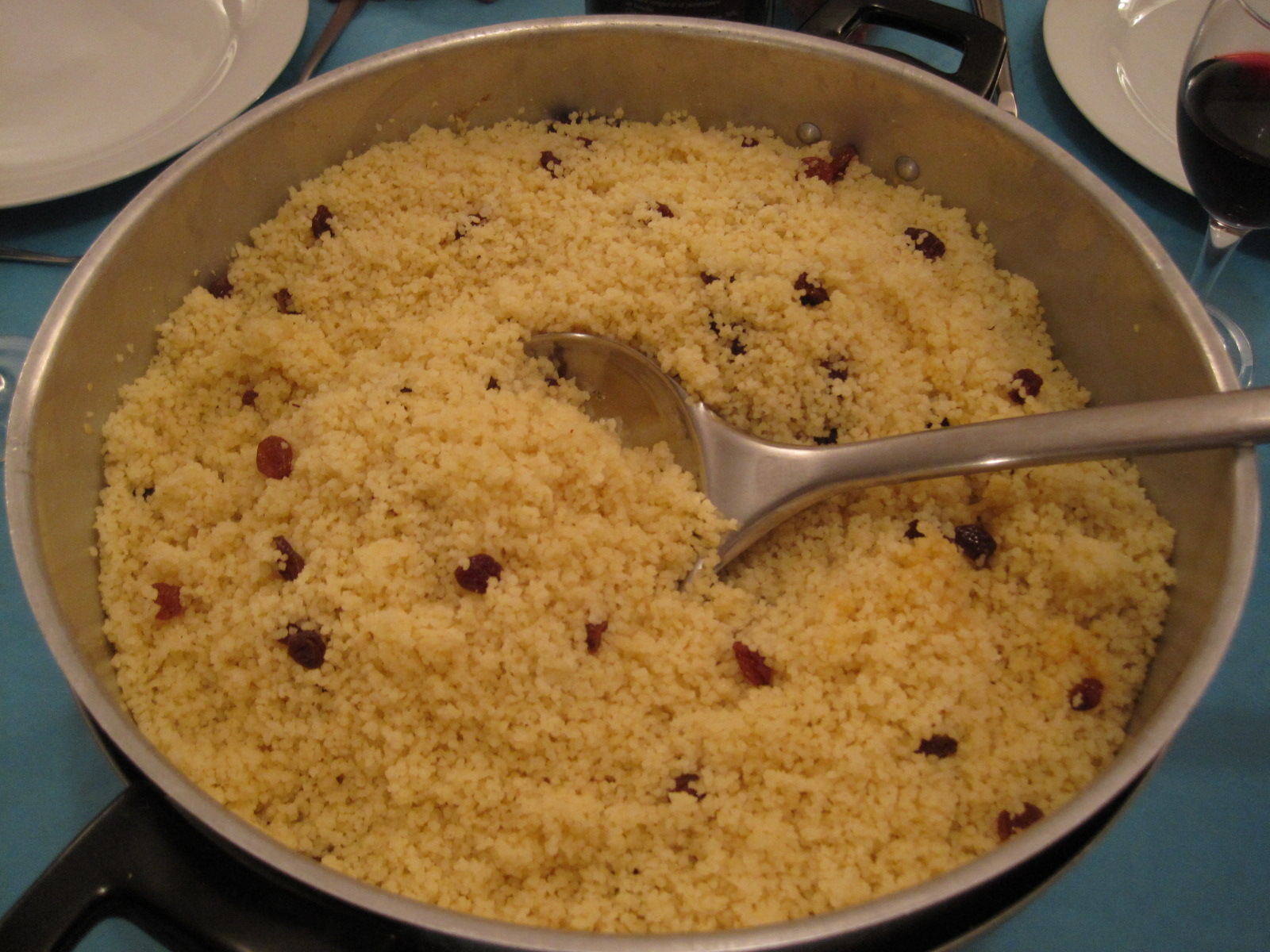
Couscous et raisins secs.
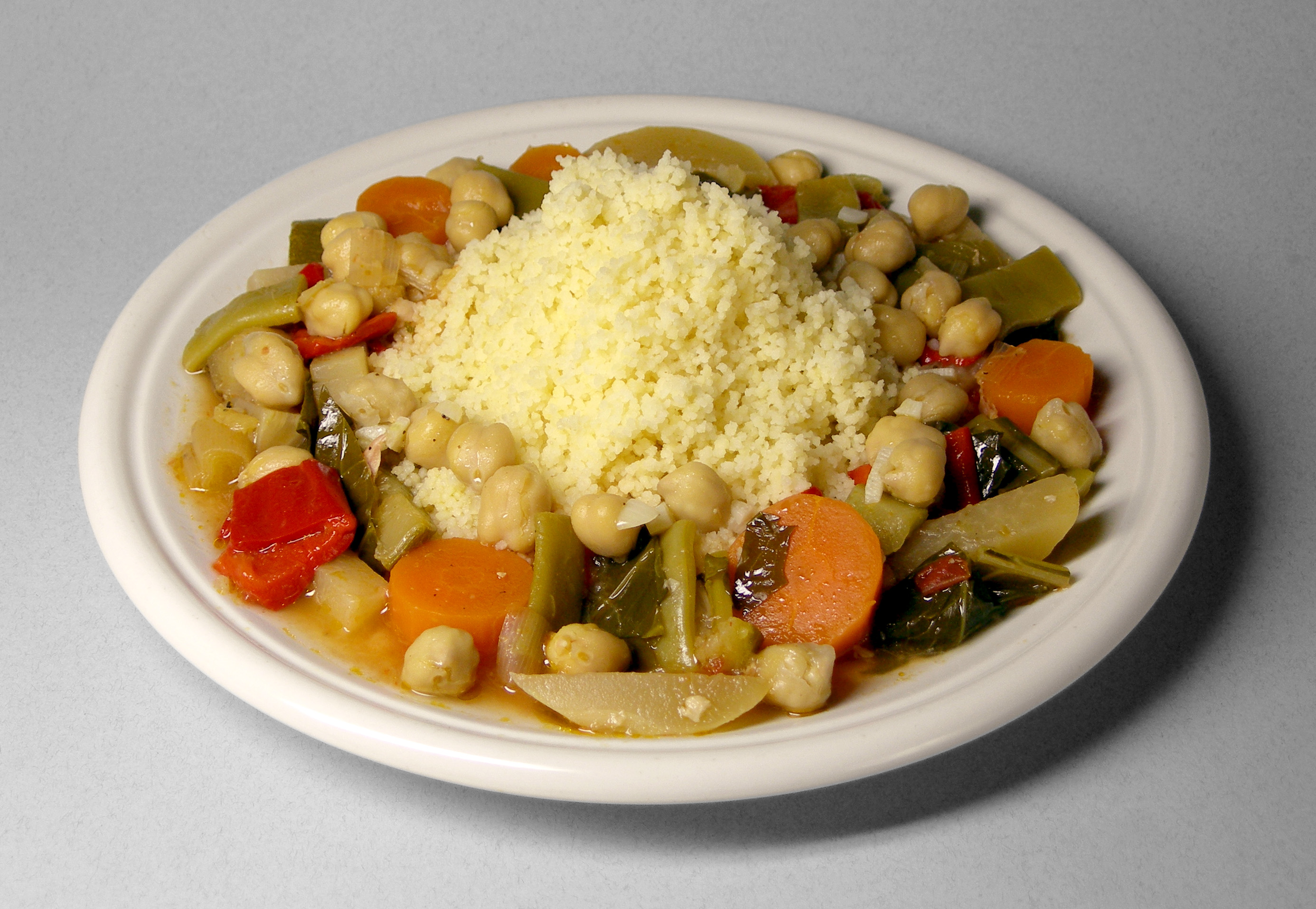
Couscous de légumes.
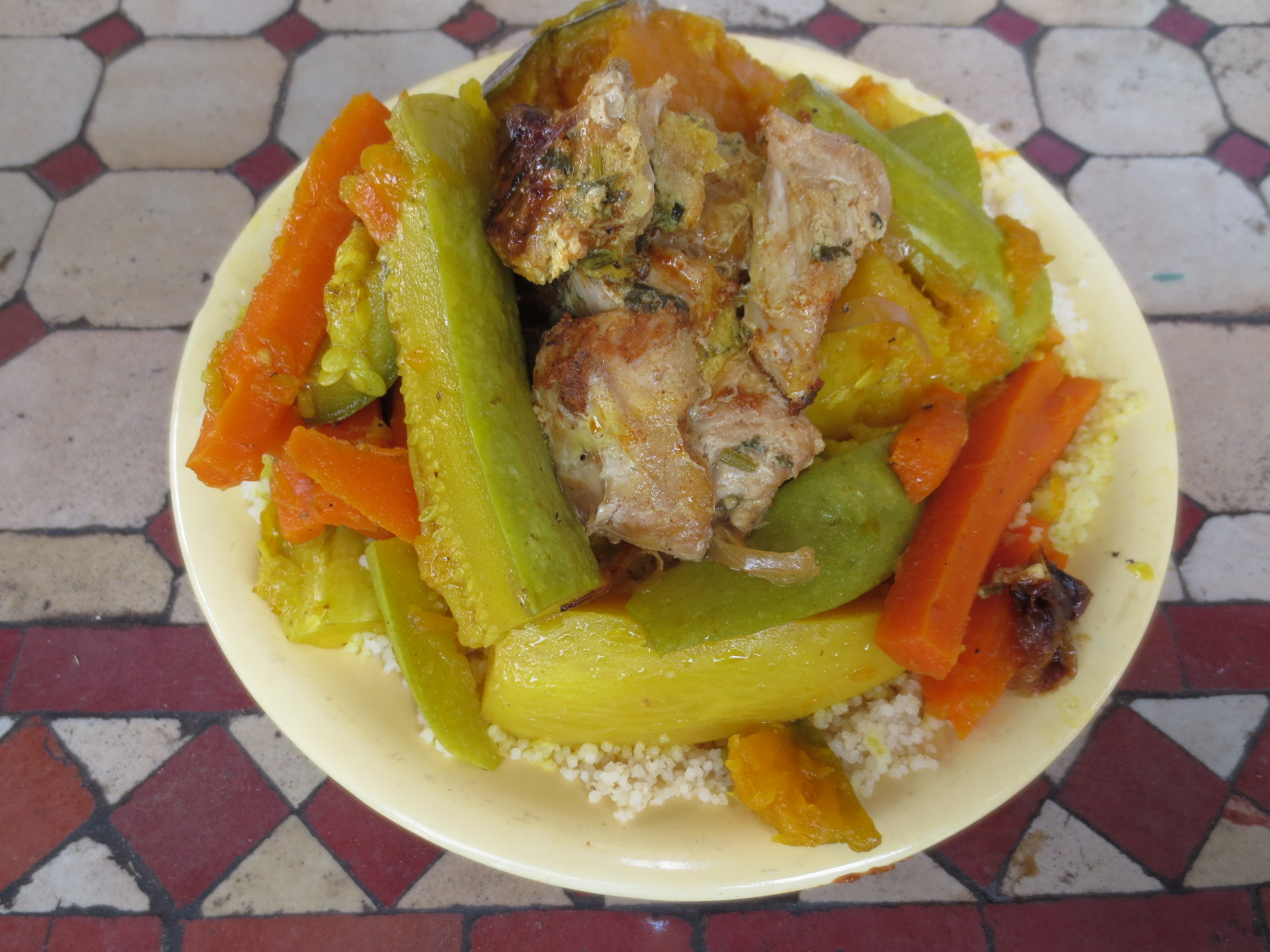
Couscous diététique.
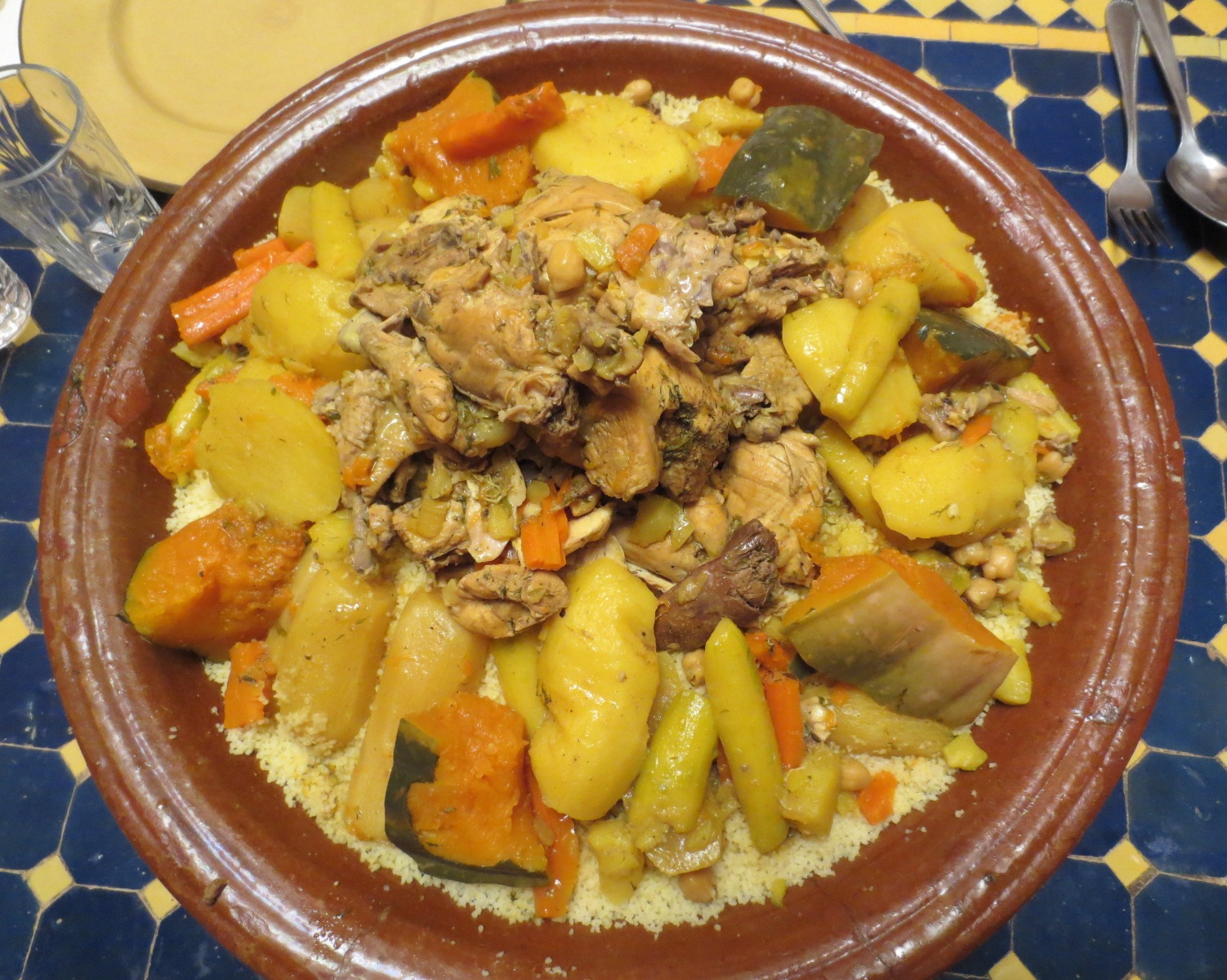
Couscous présenté dans une qassriya traditionnelle.
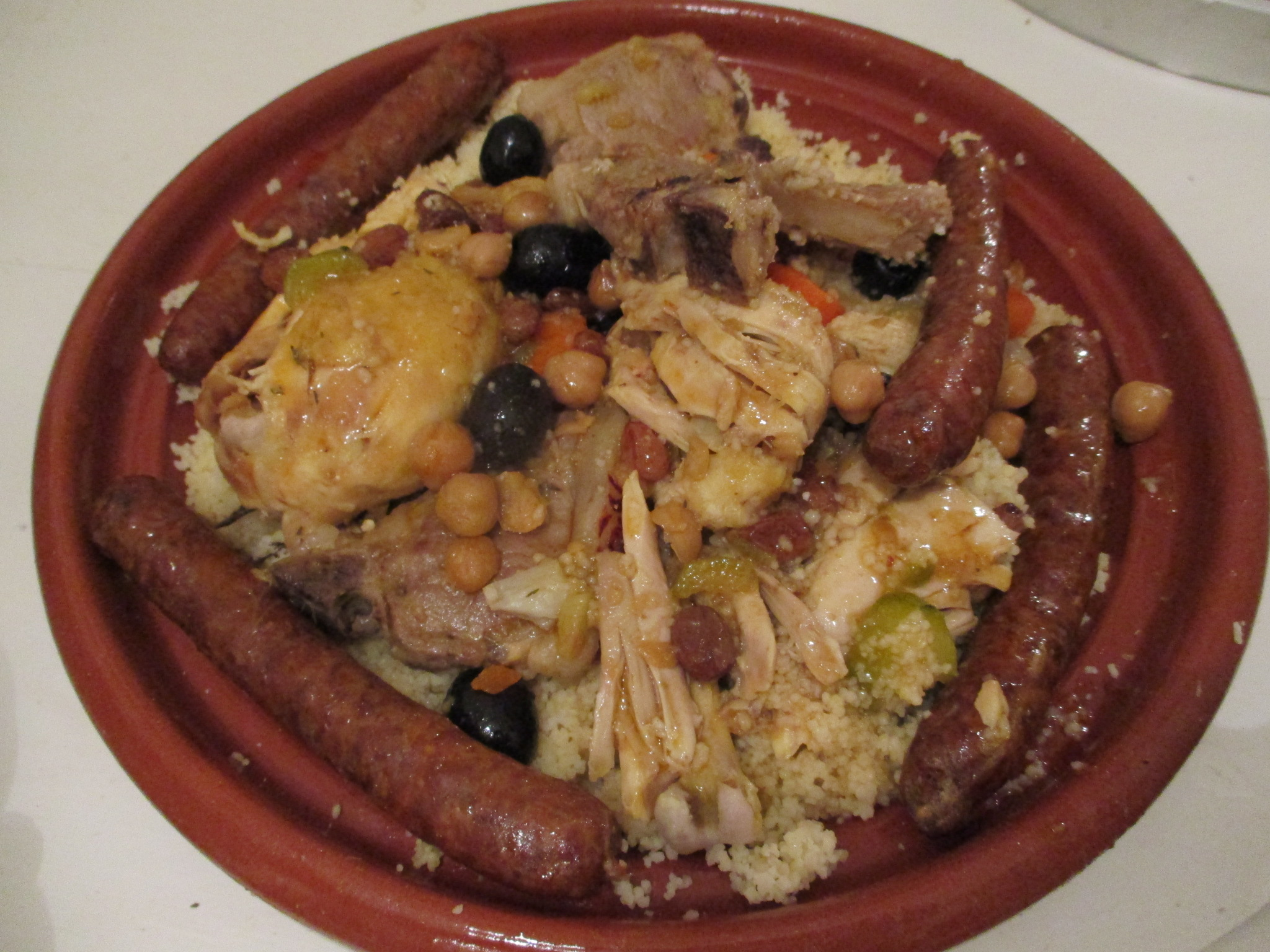
Couscous à la volaille et merguez.
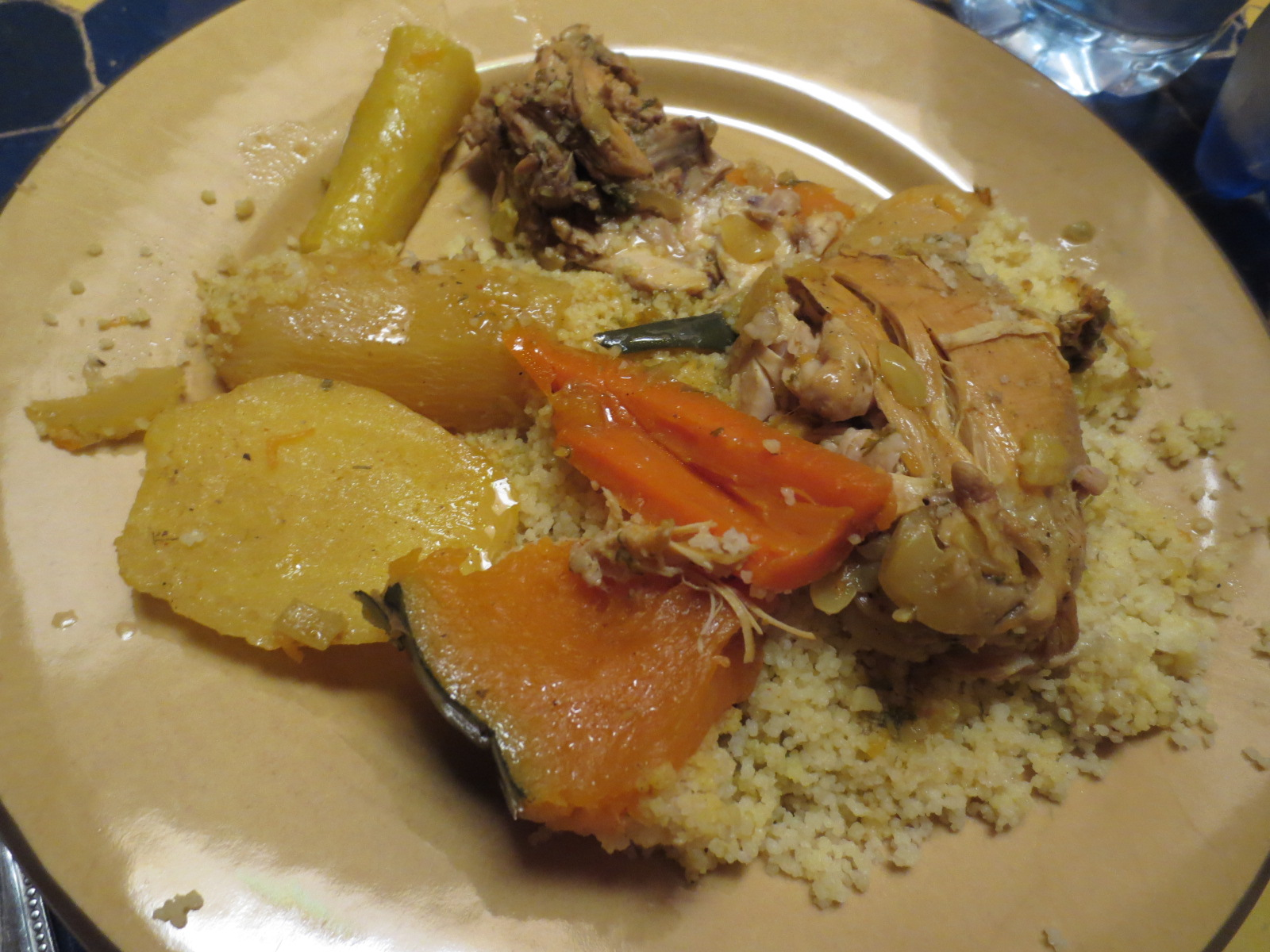
Couscous au poulet.

## Étymologie

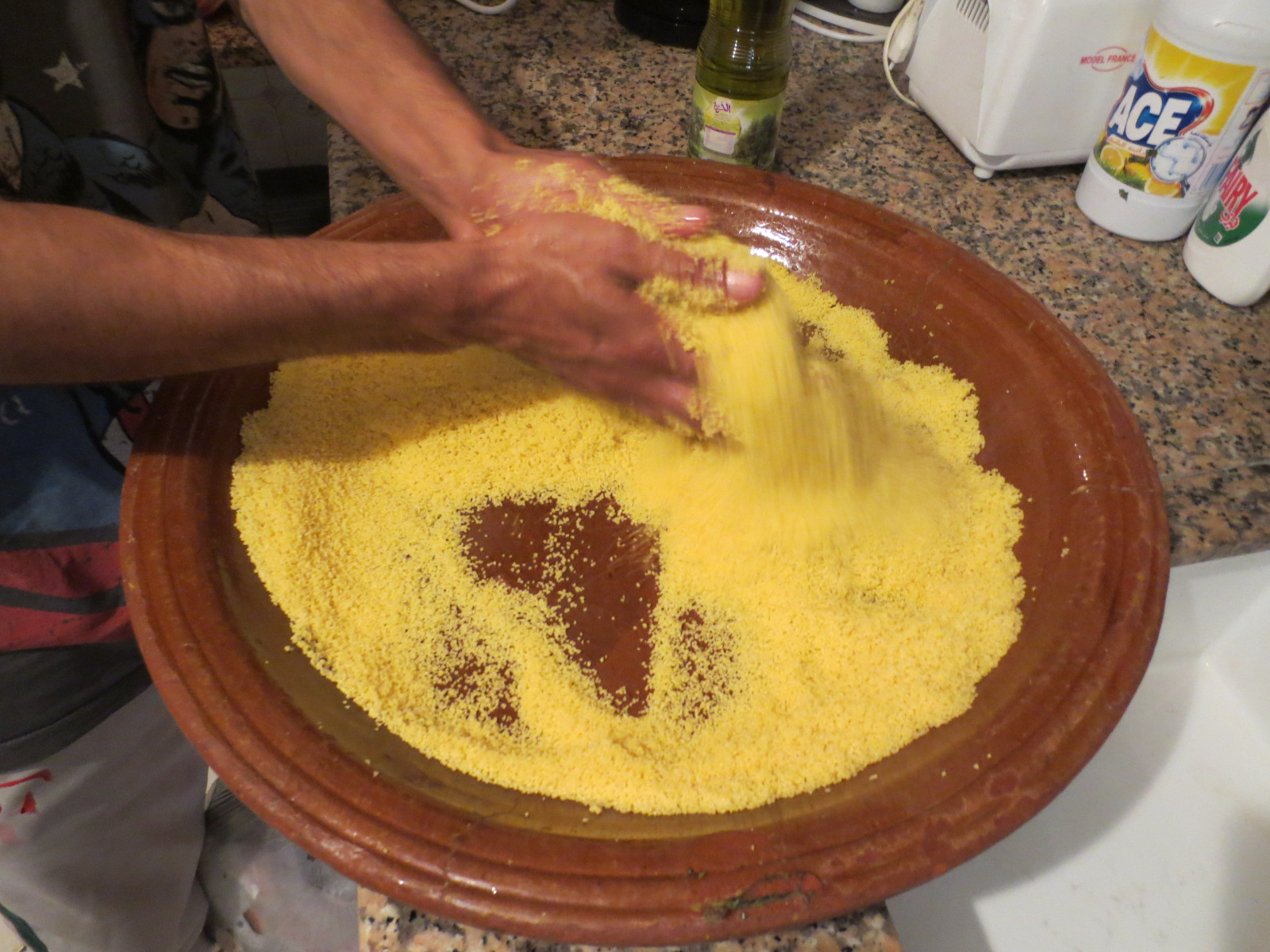
Préparation du couscous, avec de l'huile d'olive.

Le mot seksu (couscous) est un terme d'origine berbère. Il existe dans toutes les langues berbères de l'Afrique du Nord excepté le guanche des îles Canaries. Il désigne le blé bien modelé et bien roulé,. Suivant les régions amazighophones, on retrouve les mots berbères keskesu et seksu. Le mot berbère a donné kuskus, kuskusūn en arabe, puis « couscous » en français.
Un autre terme qui dérive de la même racine berbère que seksu est le verbe berkukes, de kukes, « rouler la semoule », et de ber qui signifie « redoubler le travail dans le but d'agrandir les grains ». Le mot taseksut (prononcé en français taseksut) est la passoire dans laquelle on fait cuire le couscous.
Le verbe seksek est utilisé par les Touaregs dans le sens de « passer au crible », rappelant l'usage du tamis dans la préparation.
François Rabelais (1483-1553) a mentionné dans ses œuvres cinq fois le couscous sous le nom coscosson ou coscoton.

## Appellations
Il existe au Maghreb quatre variantes de noms pour désigner le couscous.
1. Une forme littéraire en arabe : kuskus (كسكس). Son usage est rare et se limite principalement aux écrits en arabe classique, mais cette variante serait utilisée dans la région de Médéa et Bou Saâda.
2. Deux formes populaires :
  1. kusksi (aussi transcrit kosksi) ou kusuksi (كسكسي). Cette variante est utilisée en Tunisie et dans l'Est de l'Algérie. Elle serait une altération de la forme précédente.
  2. saksu/suksu (سكسو) ou ''k's'ksu/kusuksu (كسكسو). Ces deux formes se rencontrent dans la majeure partie de l'Algérie et le Maroc, chez les arabophones et chez les berbérophones sous les formes seksu en berbère du Nord et keskesu dans le Sud en touareg.
3. Une autre forme littéraire : kuskusu (كسكسو). Elle serait une altération de la forme  kusksi .
4. Une variante arabe savante : kuskusun (كسكسون).

### Autres appellations

#### Algérie
- En Kabylie (y compris Jijel) et jusqu'à Alger, on le nomme seksu[9] et kseksou (Alger).
- Dans l'Aurès, dans l'Est de l'Algérie, on le nomme aberbuc (prononciation aberbouch) ou seksu[6] ou taberbouchet[9] en berbère chaoui, et barboucha en arabe.
- Dans le Nord constantinois en Algérie, comme à Annaba, Skikda, Jijel (certaines tribus), on dit invariablement cousksi (kouski) et barbucha, dérivé du berbère aberbuc signifiant « gros grains ». À Constantine, ce plat est parfois nommé naʿma نعمة, terme pouvant être traduit par « bénédiction[9] » et dans la région de Mila lem'hawar.
- Dans le Mzab, on nomme le couscous uccu[10] (prononciation ouchou), terme issu de la même racine berbère que pour le mot ecc, « manger[6] ».
- En Oranie à l'ouest de l'Algérie, on nomme ce plat ta`aam (de l'arabe طعام, qui signifie « aliment », « mets », « nourriture[11] »), voire ta`aam meftul, couscous roulé (طعام مَفْتُول), le même nom est utilisé chez les Ouled Naïl[9].

#### Maroc
- Au Moyen Atlas et Sud-Est marocain, on le nomme seksu[6].
- Dans le Rif on le nomme seksu ou seysu[12].
- Dans le Haut Atlas, l'Anti-Atlas et le Souss, on le nomme seksu[6].
- Dans la majeure partie du Maroc, on le nomme kesksou ou seksou.
- Dans d'autres régions comme à Doukkala et Chaouia on trouve aussi le terme t'aam qui peut être traduit littéralement par « nourriture ».

#### Tunisie
En Tunisie, on dit cosksi (kosksi) ou kshoukshou.
Il se nomme mesfouf lorsqu'il est préparé d'une façon particulière : le mesfouf du nord du pays est sucré et servi comme entremets alors que le mesfouf de Djerba est salé.

#### Libye
En Libye, il est nommé ta`aam en arabe libyen tandis que la même racine SKS se retrouve dans les dialectes amazighs.

#### Mauritanie et Azawad
En hassaniya, il est appelé kuskus, en touareg keskesu.

#### En Égypte
En Égypte, il est appelé seksu en tamazight de Siwa, كسكسي kuskusi en arabe égyptien. Son nom copte est pour l'instant inconnu.

#### Ailleurs
- En Europe du Sud, on l'appelle cùscus en sicilien, cascà ou cascò en ligure, cuscus en sarde, kusksu en maltais, cuscús, cuzcuz et alcuzcuz[13] en espagnol, cuscuz en portugais, κουσκούς / kouskoús ou κουσκούσι / kouskoúsi  en grec moderne, kiskas en albanais.
- Au Levant, il est appelé moghrabieh (moghrabié) ou maftul (maftoul) en arabe levantin.
- En Afrique centrale, il est appelé wasa en toubou, djinga en tchadien et kuskus en haoussa.
- En Afrique de l'Ouest, on l'appelle cere ou tyere en wolof, bási mandingue, futo en soninké, lacciri en peul, kusikusi en soussou, sadj en sérère, dambu en zarma, wasa wasa au Bénin et au Togo, acheke en Côte d'Ivoire.

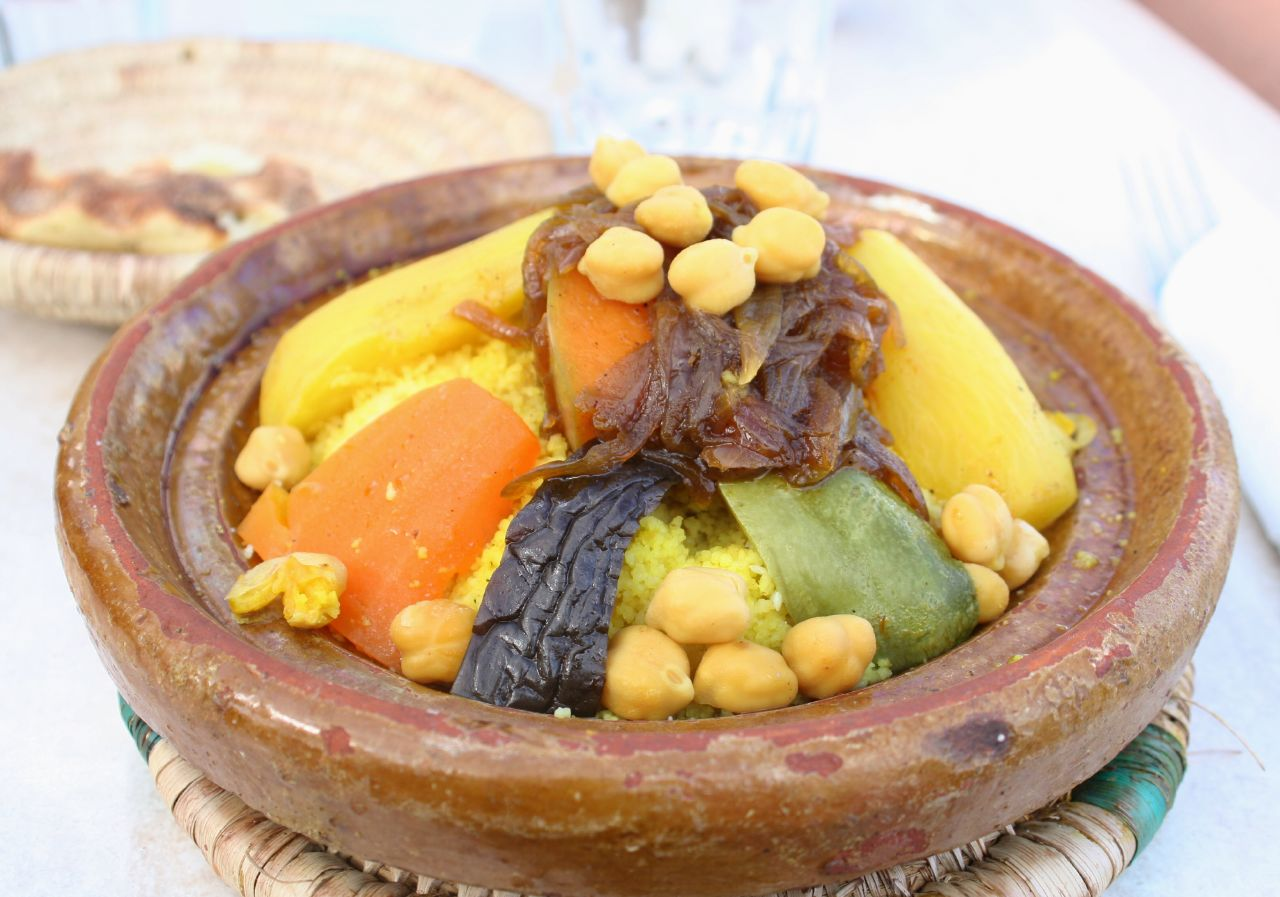
Couscous avec légumes.
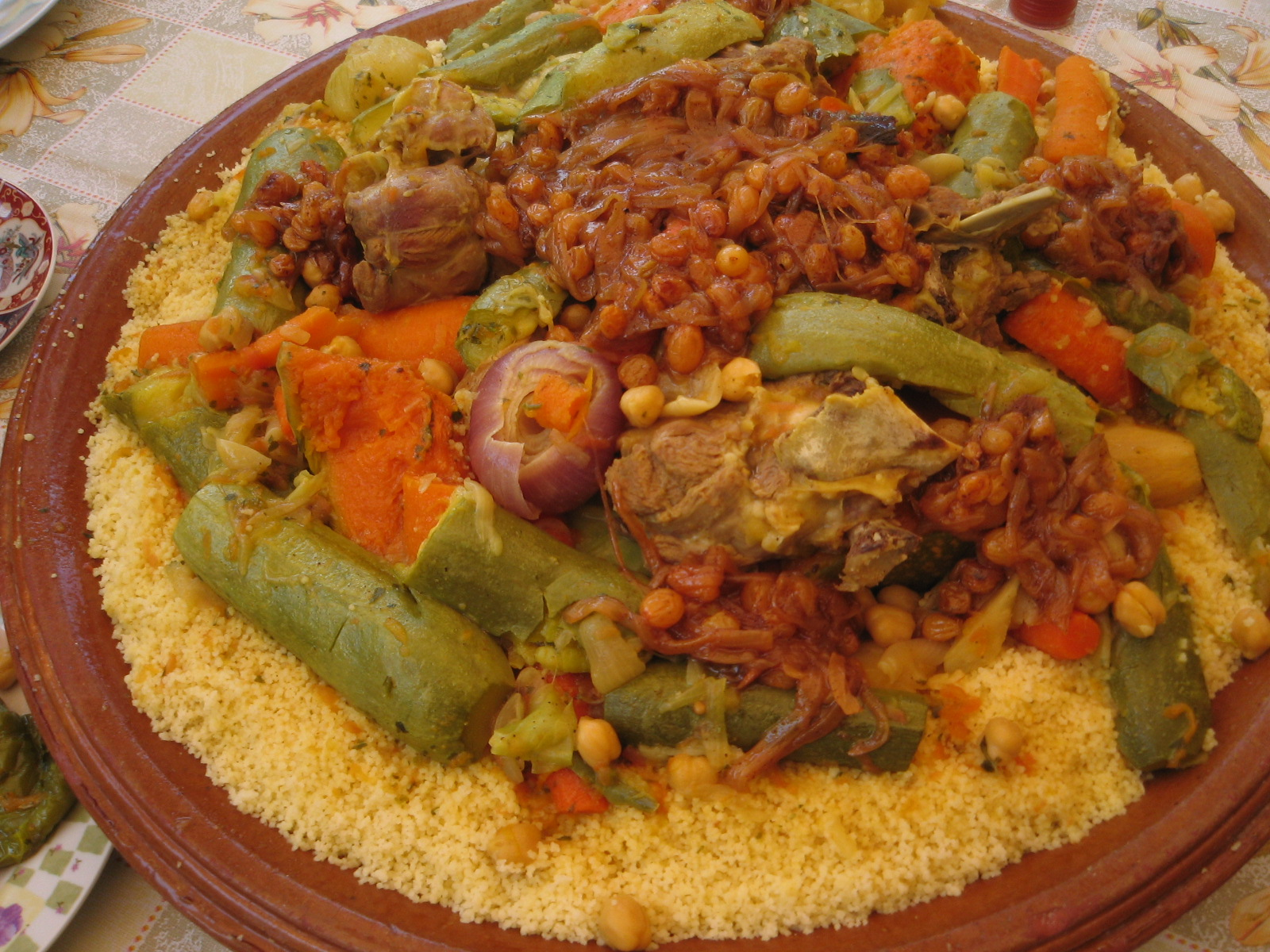
Plat de couscous.
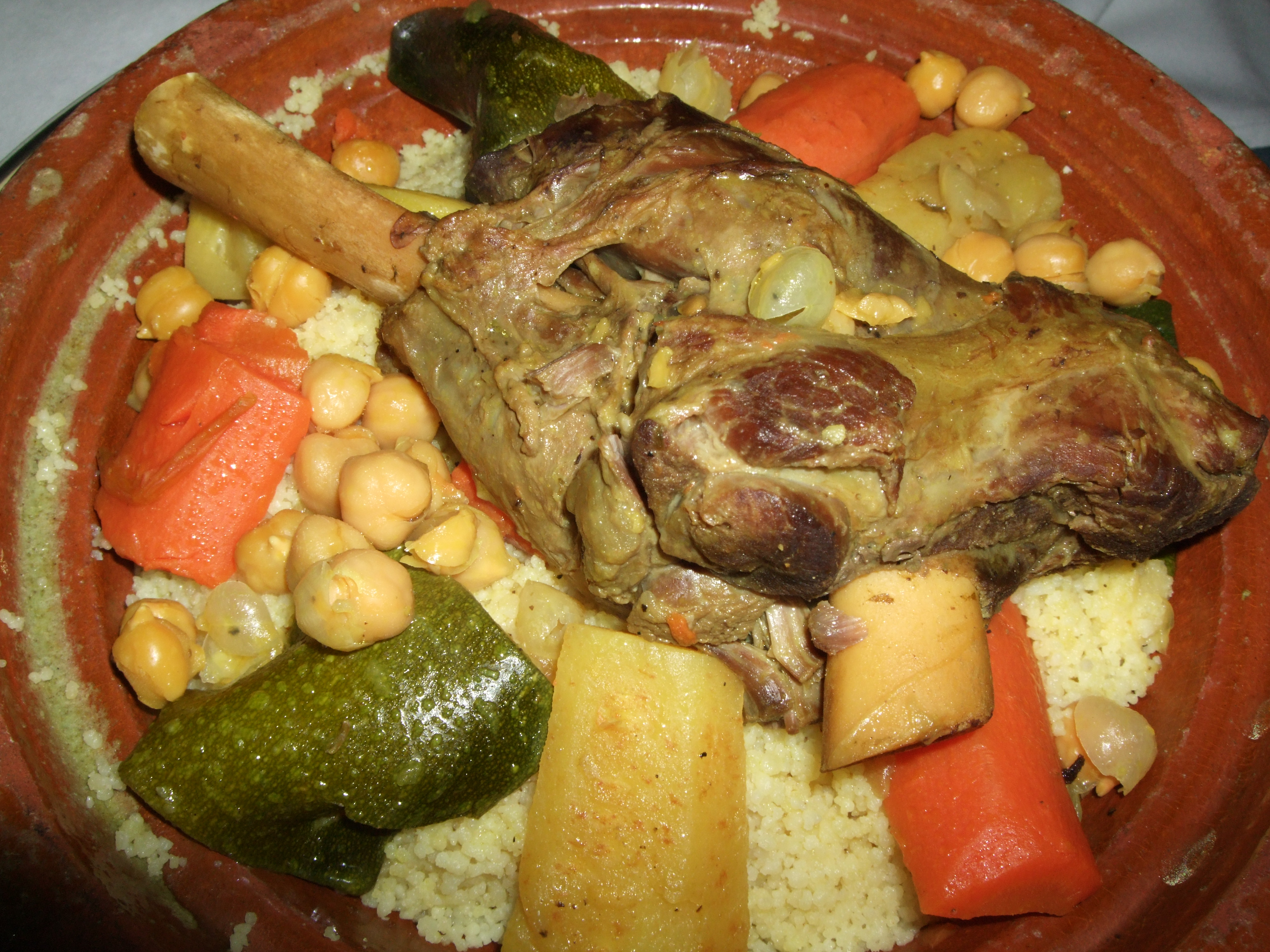
Couscous berbère avec agneau.
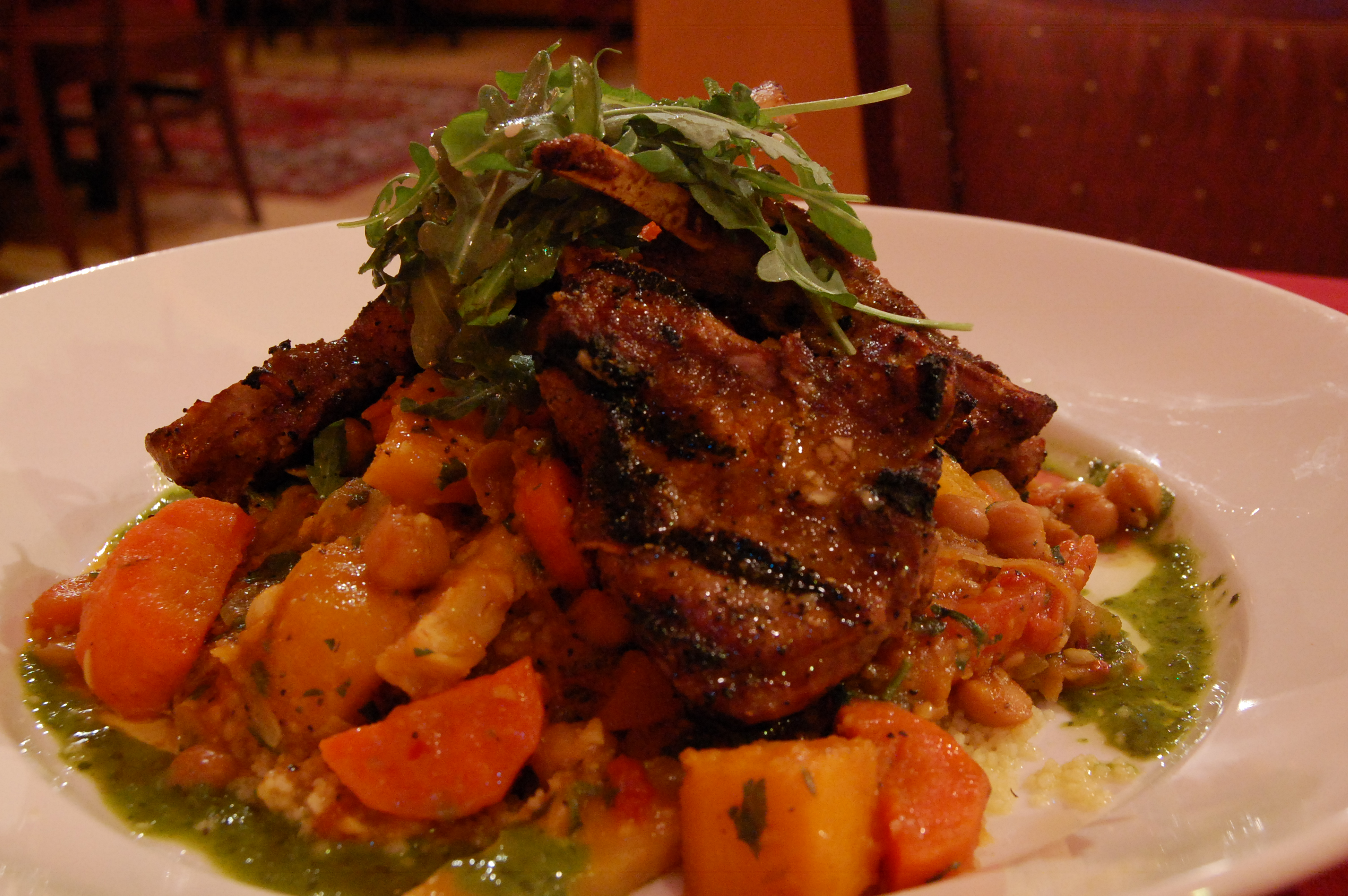
Couscous berbère.
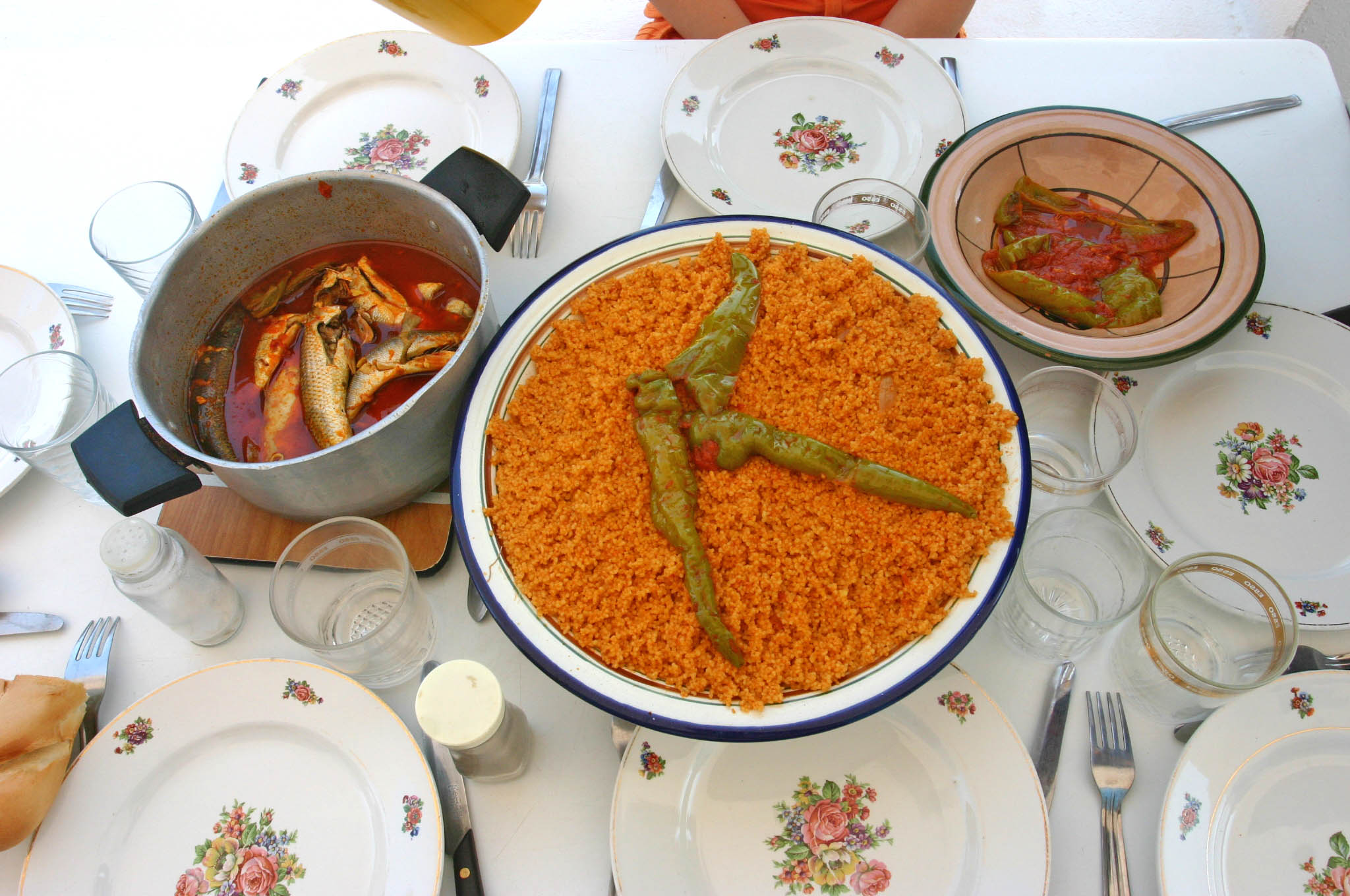
Couscous de poisson.

## Histoire

### Dans la mythologie
L'historien marocain Abou El Kacem Zayani rapporte une légende selon laquelle le couscous aurait été inventé par un djinn officiant comme médecin à la cour du roi Salomon. Le djinn aurait mis au point ce plat pour mettre fin aux insomnies fréquentes du roi, qui avait l'habitude de se coucher tard.

### Durant l'Antiquité
L’historienne culinaire Lucie Bolens décrit des pots primitifs de couscous trouvés dans des tombes numides qui remontent au règne du roi berbère Massinissa, c’est-à-dire entre 238 et 149 avant Jésus-Christ. Cette région d'Afrique du Nord était particulièrement prospère et était considérée comme le « grenier de Rome ».
On retrouve les vestiges des premiers ustensiles (connus) dans la région de Tiaret (actuelle Algérie), où les outils de cuisine datant du IXe siècle qui ont été découverts ressemblent très fortement à l’outil principal de cuisson du couscous : le couscoussier.
Ainsi, la semoule, bien connue dans les pays du Maghreb avant la conquête arabe, ne l’est pas des conquérants du Moyen-Orient. Lors de l’islamisation de l’Afrique du Nord, ils découvrent et adoptent la semoule (semid en arabe) qui devient la base d’un plat des plus importants dans leurs habitudes alimentaires. Ils intègrent plat dont l’origine berbère est communément attestée.

### Dans la péninsule Ibérique
Selon Lucie Bolens, l’introduction du couscous dans la péninsule Ibérique daterait de la période de la dynastie berbère des Almohades, au XIIIe siècle. La popularité du couscous se propage alors rapidement en Espagne et au Portugal.
Le nom archaïque de l'époque andalouse en espagnol castillan et en arabe andalou était alcuzcuz.
On retrouve aussi les variantes castillanes alcozcuz, alcuscús, alcucuz, alcuzcuzu, alcuzcuçu, alcuscuzu, alcoscuçu, alcozcuçu, alcozcoçu, alcuzcuzú, alcoscuçú,.

### En France

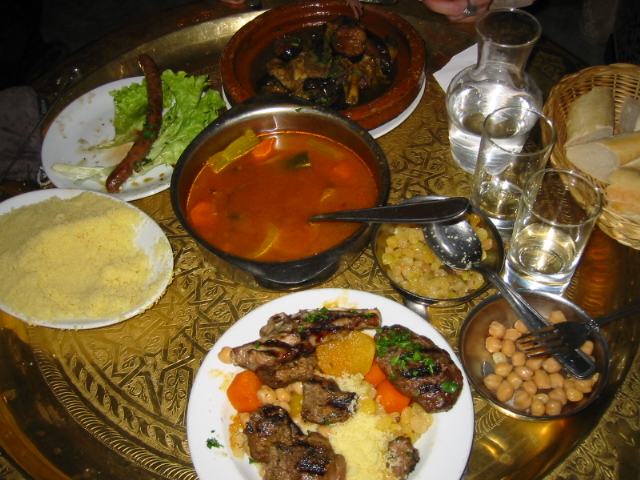
Restaurant de la Grande mosquée de Paris.

François Rabelais est le plus ancien écrivain à parler du couscous (surnommé « couscoussou ») dans son roman Pantagruel de 1532. Quant à Alexandre Dumas, il l’appelle « coussou coussou » dans son Grand Dictionnaire de cuisine, de mélange de recettes et de récits historiques.
Sa consommation ne se répand sur la rive nord du bassin méditerranéen qu'au XXe siècle, dans les familles algériennes envoyées en métropole pour remplacer dans les usines les hommes partis au front militaire, pendant la Première Guerre mondiale (1914-1918), puis par les Pieds-noirs qui contribuent à l'intégrer à la cuisine française au moment de l'indépendance de l'Algérie et de l'exode de 1962, jusqu'à en faire à ce jour, le troisième plat préféré des Français,.

## Préparation
La préparation du couscous se fait en plusieurs étapes.
Dans la première étape, appelée tberkiche ou ftile, on mélange et on tamise de la semoule, de la farine et de l'eau pour former les grains de couscous. Dans la deuxième étape, ce couscous est cuit à la vapeur trois fois. Dans la dernière étape, ce couscous est étalé pour sécher à l'air libre.
Bien que la plupart des couscoussiers utilisés de nos jours soient en métal, les couscoussiers traditionnels étaient faits en terre cuite. Certains exemplaires de couscoussiers anciens en terre cuite sont exposés dans des musées.

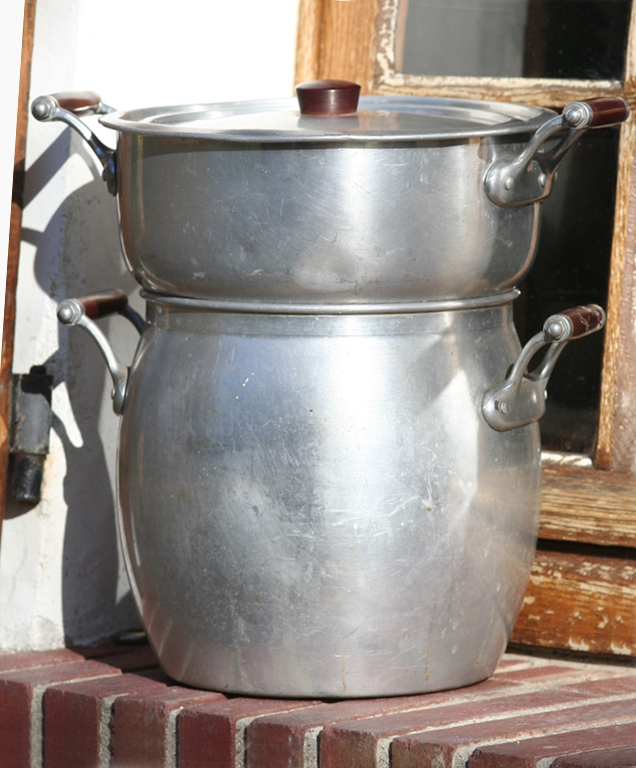
Couscoussier traditionnel.

Le couscous est l'association de deux plats :
- un plat de semoule de blé cuite à la vapeur dans un couscoussier, agrémentée ensuite d'un corps gras (généralement de l'huile d'olive, parfois du beurre), et simplement salée. Suivant les recettes, on y adjoint : pois chiches, petits pois, raisins secs ;
- un bouillon de légumes tels que courgettes, oignons, carottes, courge rouge, navets, cardes et de viandes (mouton ou poulet) cuits ensemble, rissolés avant de mijoter dans un bouillon.

Traditionnellement, le couscous se prépare avec un seul type de viande, car le bouillon et la semoule qui cuit à sa vapeur s'imprègnent de son arôme. On peut ainsi déguster des couscous à l'agneau, au poisson, au poulet, au chameau… Le couscous peut aussi être végétarien. Il est parfois assaisonné à la harissa.

## Variantes
Suivant les recettes, géographiques ou familiales, y compris dans les pays du Maghreb (Algérie, Maroc, Tunisie…), le couscous ne se cuisine pas avec les mêmes ingrédients. Ainsi, au Maroc, le couscous aux légumes n'est presque jamais servi lors des cérémonies, sauf lors des enterrements où il est servi sous une forme simplifiée (à l'exception de certaines régions rurales et berbères). Il existe, au Maroc, plusieurs couscous de fête, dont le couscous tfaya ou le couscous seffa.
Des variantes du couscous ou mets culinaires influencés par celui-ci ont aussi historiquement émergé dans le pourtour méditerranéen et dans les territoires sahéliens occidentaux en raison de l'influence mauresque sur ces peuples et régions lors des échanges économiques et culturels des empires musulmans régionaux consécutifs à l'islamisation et la conquête musulmane du Maghreb.
Les variantes françaises du couscous ont émergé à la suite de la colonisation française du Maghreb.
Probablement inventé en France,, le couscous dit « royal, » cumule plusieurs autres viandes, des merguez et des boulettes. Il entre cependant en contradiction avec le principe de ne pas mélanger les viandes. De plus, sa semoule est souvent cuite autrement que dans la vapeur du bouillon des légumes et des viandes.
Le couscous est accompagné traditionnellement de marqa (de l'arabe مَرَقَة, parfois transcrit en marga, marka, voire marqat, margat, markat , ou encore merkat dans les recettes en français), ragoût ou bouillon des légumes et des viandes.
Dans les racines berbères communes le bouillon servant à accompagner le couscous est  imerɣan (imerghan).
On le sert souvent avec en boisson à boire du lait fermenté (elben), ou avec du babeurre (arabe : l'ben ; berbère : ighi) ou du lait caillé (arabe : rayb ; berbère : ikkil).
Le mesfouf est un couscous très fin, tunisien et algérien, beurré et accompagné de petits pois. Il peut être aussi sucré et garni de raisins secs, voire éventuellement de dattes. Il est de coutume de le consommer au dîner. Le seffa est un plat algérien et marocain très proche, c'est un couscous sucré à la cannelle et aux amandes.

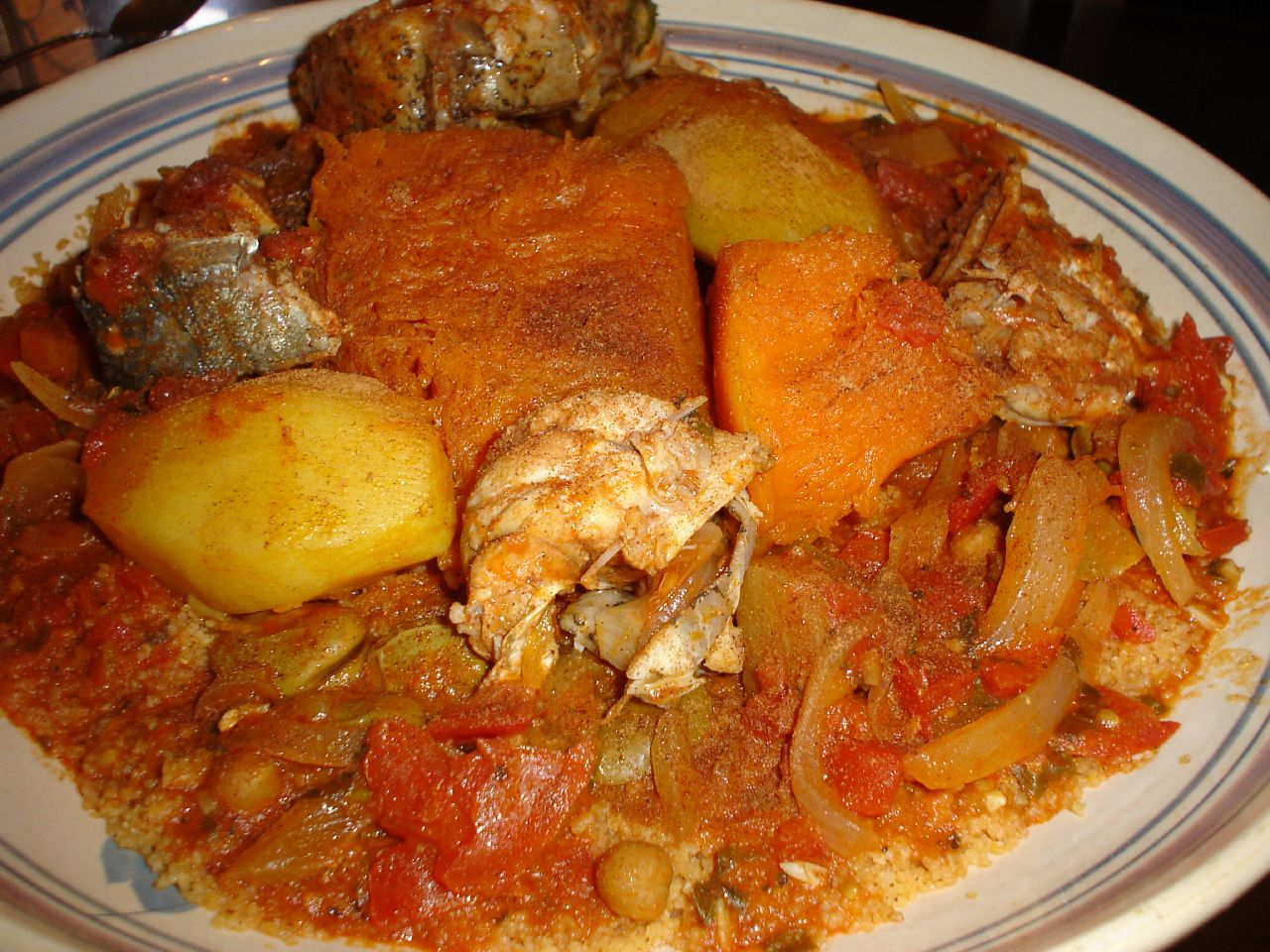
Couscous au poisson.
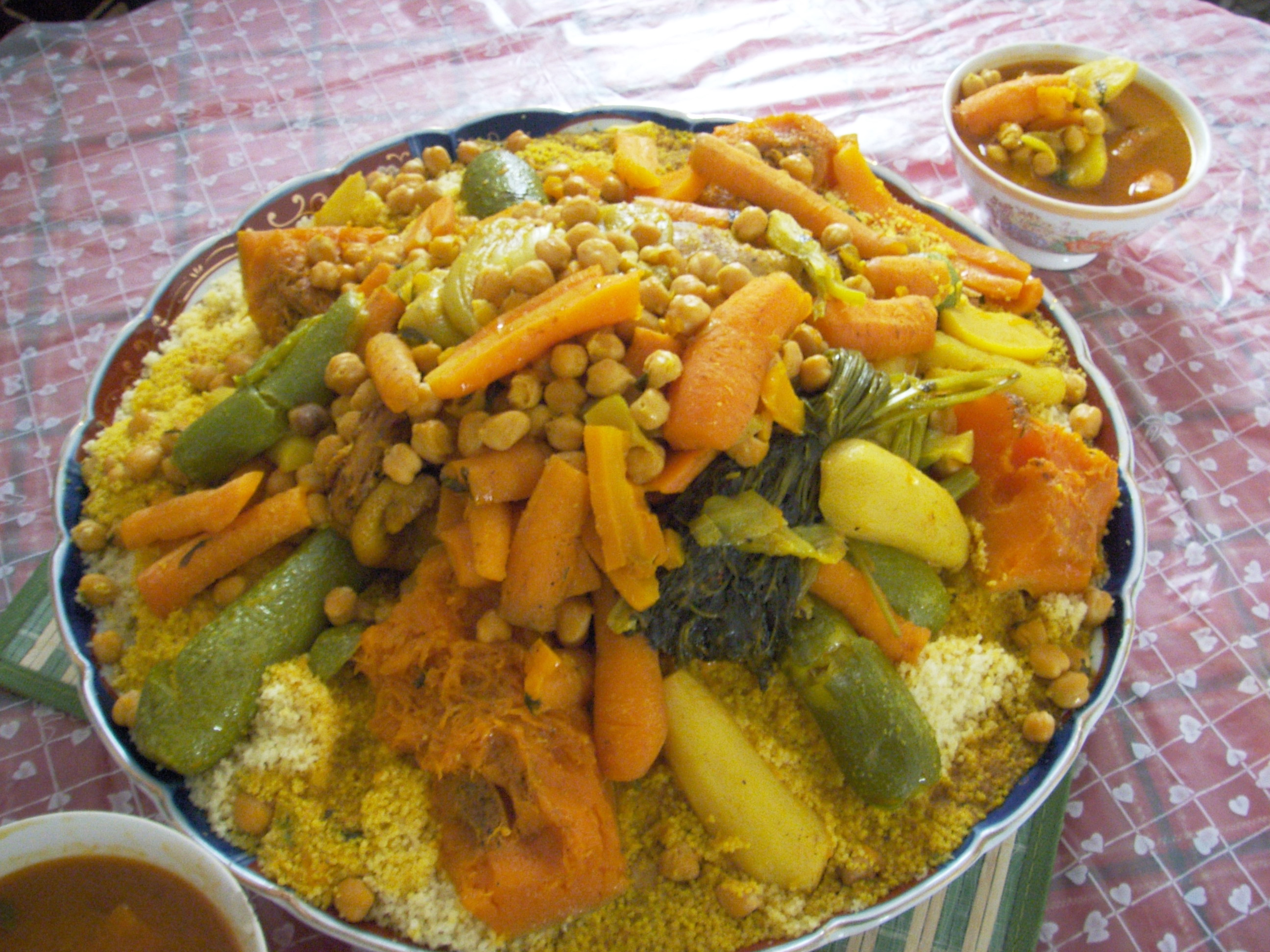
Couscous de Fès (Maroc).
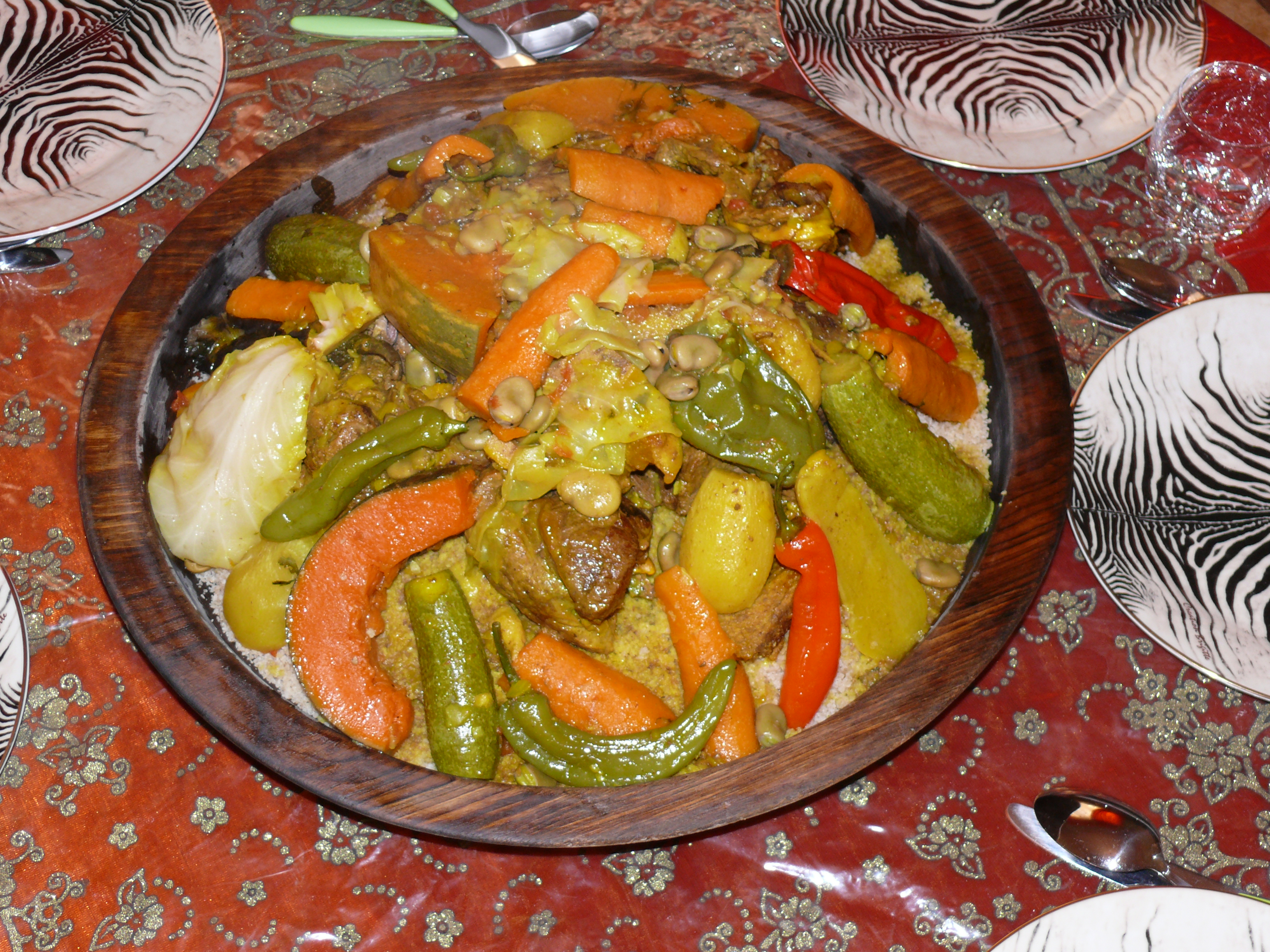
Couscous au chameau.

Dans la petite île sarde de San Pietro, peuplée de Tabarquins (Génois d’origine, descendants de pêcheurs de corail actifs à Tabarka), on sert toujours le cascà, couscous aux légumes variés, dépourvu de viande ou de poisson.
Il existe une variante de couscous avec des grains d'une taille plus importante : le aych.
Le couscous au poisson, ou sékssou bel hout (سكسو بالحوت), est un couscous traditionnel de la région de Sfax en Tunisie. Il est servi avec des tranches de poisson, qu’il soit de couleur blanche, à base de farine ou de blé, ou encore de glands, ou plus sombre, à base d’orge. Le couscous au poisson est également une spécialité de la région de Ténès et de Jijel en Algérie, et de certaines villes côtières atlantiques du Maroc. À Salé, le couscous au poisson est préparé en sucré-salé, avec des oignons et des raisins secs. À Safi et Essaouira (Mogador), il est préparé avec des légumes.[réf. nécessaire]
Le couscous au lait est une variante surtout conservée dans les régions berbérophones du Maghreb, et est arrosé de lait caillé, de petit lait, de lait fermenté, de lait bouilli avec (ou sans) divers assaissonnements,.

### En Algérie

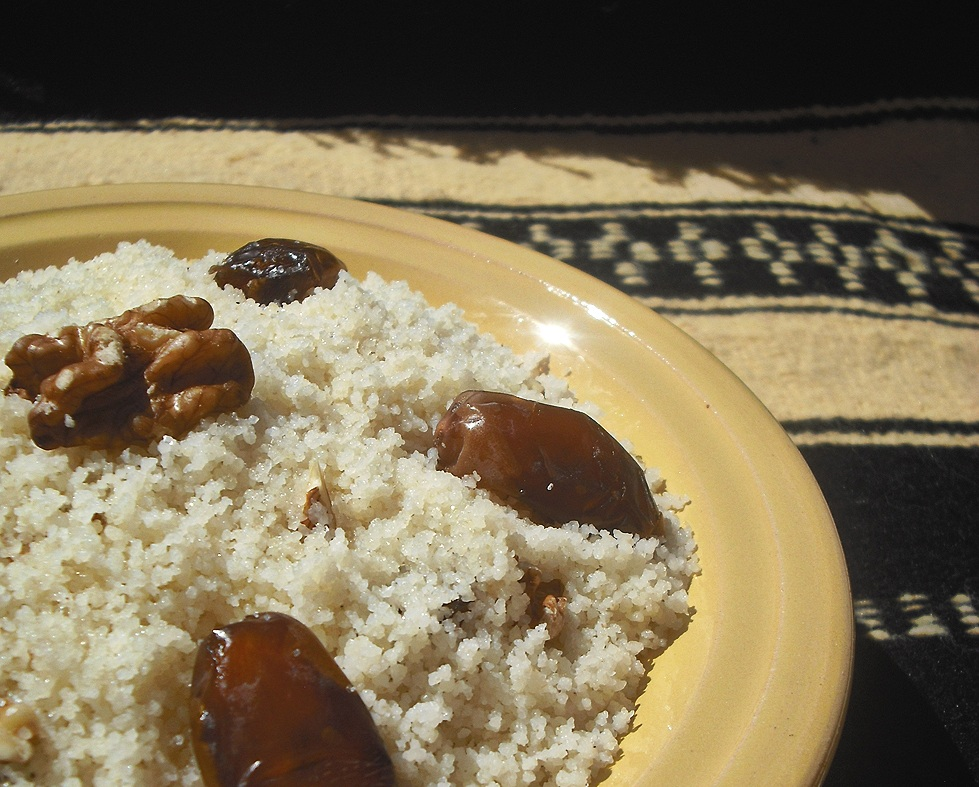
Mesfouf aux dattes et aux noix.

En plus du couscous traditionnel aux légumes et à la viande, l'Algérie possède une très grande variété de préparations de couscous, selon les régions, les saisons, ou les célébrations. Ainsi, il peut être accompagné de viande de poulet, de viande rouge (viande de bœuf et de mouton), de viande séchée (kaddid), d'abats d'animaux de boucherie appelés douara et bouzelouf, de merguez et de produits marins dans certaines villes du littoral et des couscous à base prédominante de plantes dans les régions berbérophones.
Le couscous est souvent servi avec une sauce dite marka composée de différents légumes tels que tomates, oignons, courgettes, navets, ail, haricots, pois chiches, et condiments (ras el-hanout, coriandre, poivron , sel, ou piment pour avoir une cuisine relevée).
On retrouve aussi des couscous sucrés-salés, mais aussi totalement sucrés que l'on nomme mesfouf (au miel et raisins secs ou des légumes tels que les fèves et les pois, avec du lait caillé dit raib ou lait fermenté lben ) ou seffa (au beurre, raisins secs, cannelle, fleur d'oranger et amandes mondées). Il existe un couscous fermenté dans la région de Constantine, appelé lemzeiet qui est fabriqué à partir de blé fermenté. Dans la région de Chenoua, on prépare le taâm oubeloout ou « couscous à base de glands ».
Le couscous aux sept légumes est préparé pour célébrer Yennayer. Pour la même occasion, le couscous « avissar » est préparé en Kabylie, c'est un plat à base de semoule de blé. À l'Aïd al-Adha, un couscous est préparé avec les pieds de l’agneau sacrifié.
Ainsi, il existe plusieurs recettes traditionnelles dans le pays : au poulet, aux fèves, au lait, au poisson, aux légumes, aux petits pois sans sauce, au osban, à la bakbouka, kabyle, maamar (poulet farci), ouchchou tinni (aux dates), rfiss zirawi (sucré aux noix), à la viande séchée (hchim), au khlii.

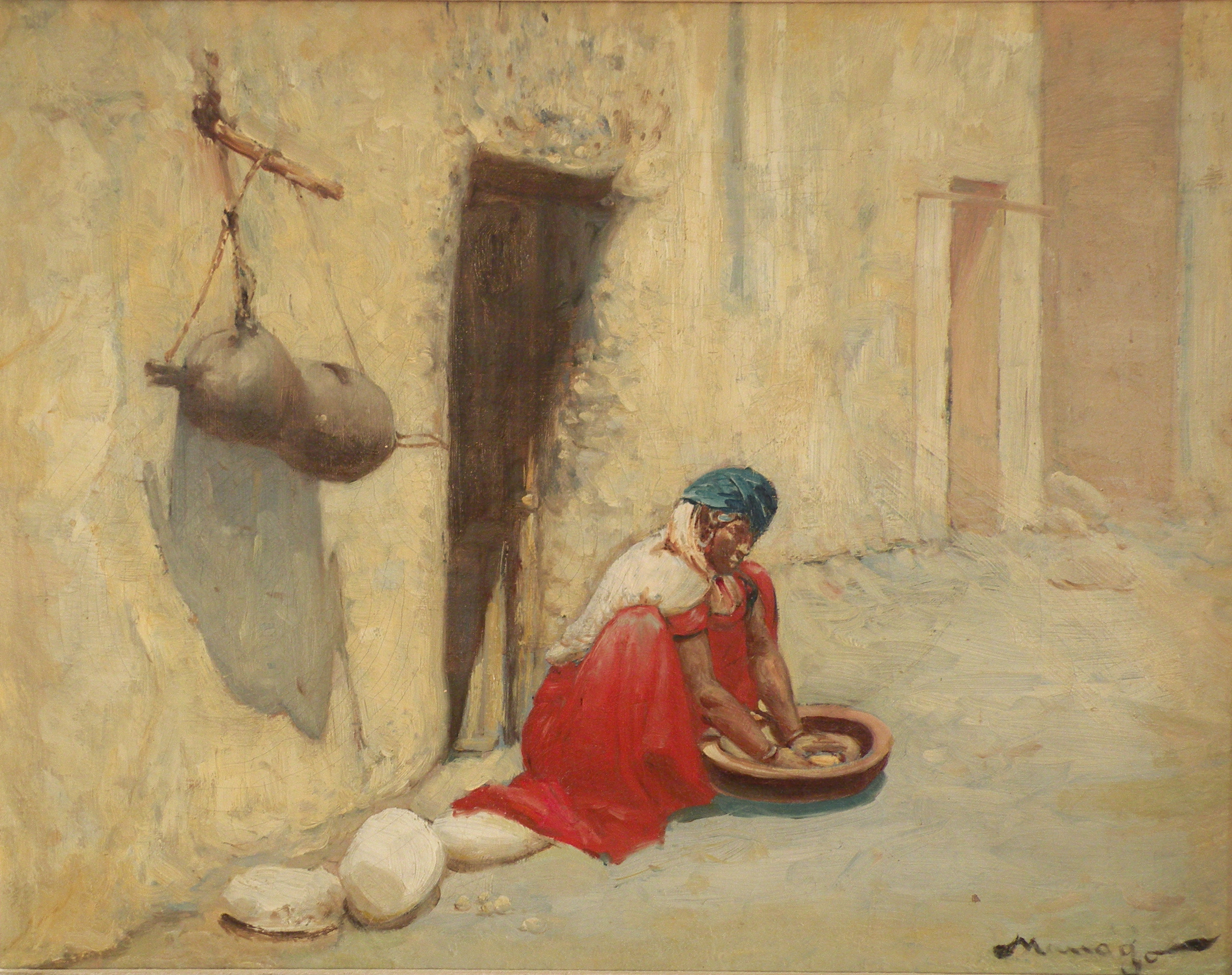
Femme préparant un couscous, Vincent Manago (1880-1936).
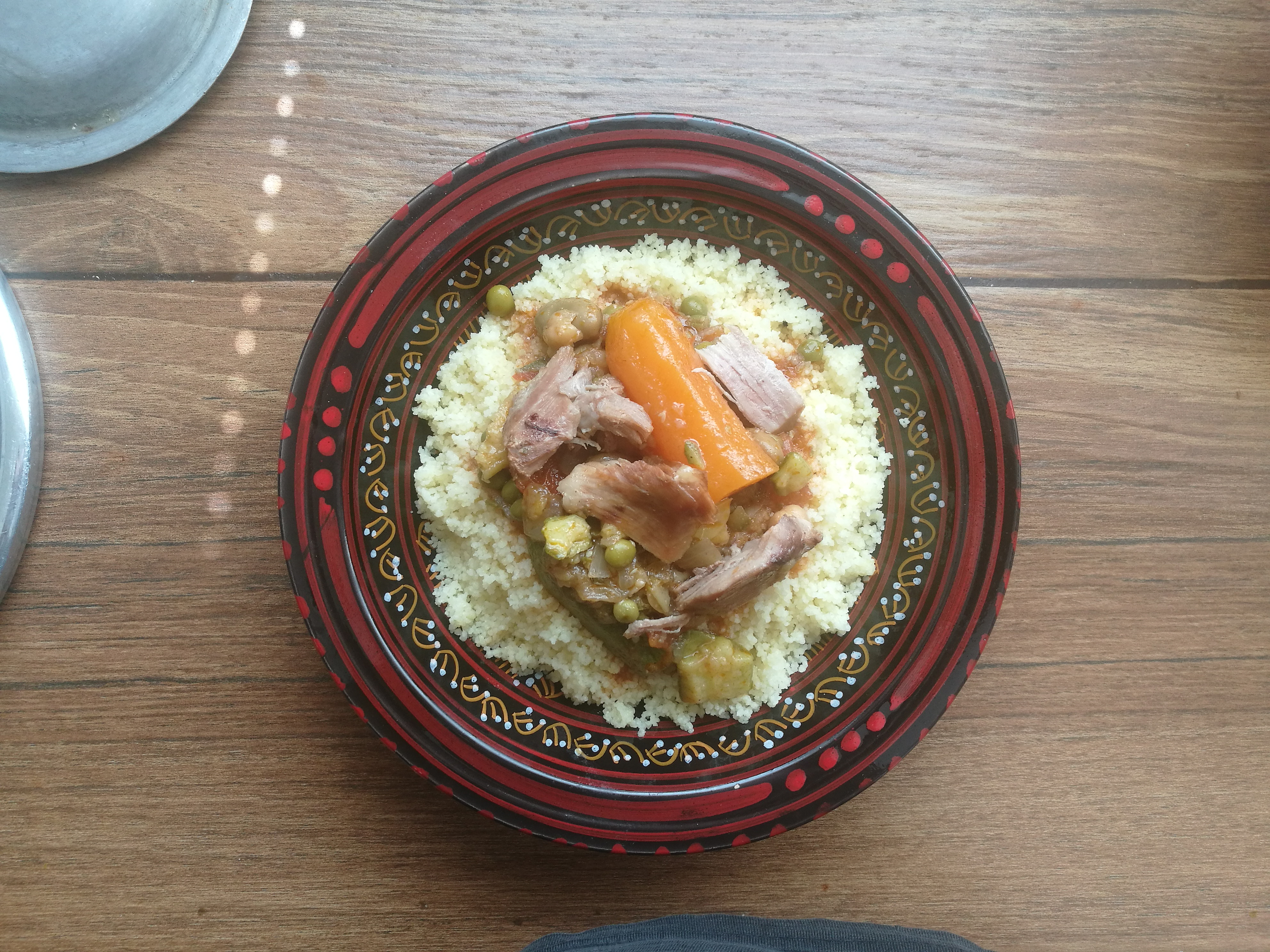
Couscous à Oran.
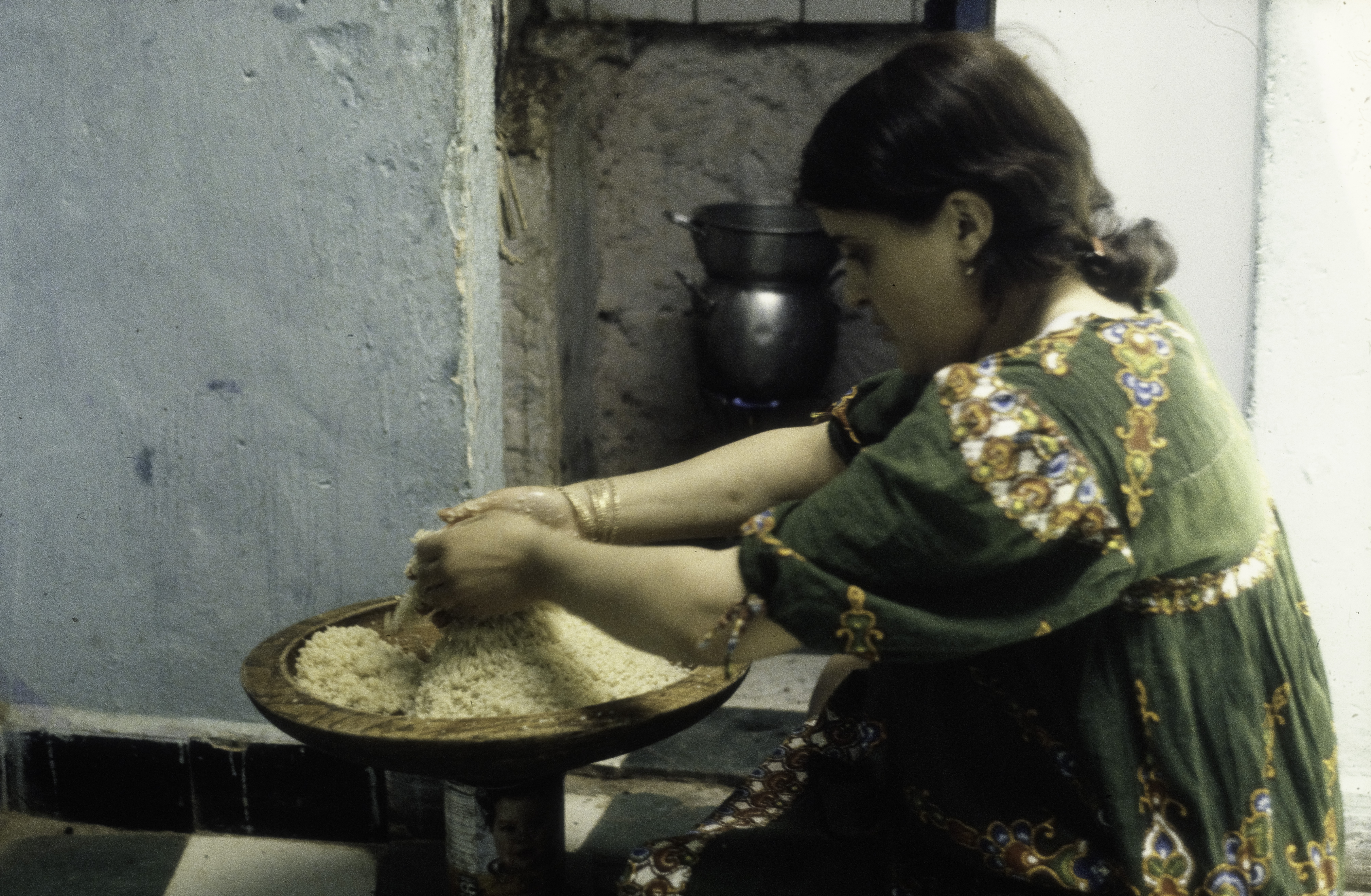
Femme préparant du couscous, Melika (Mzab), 1981.
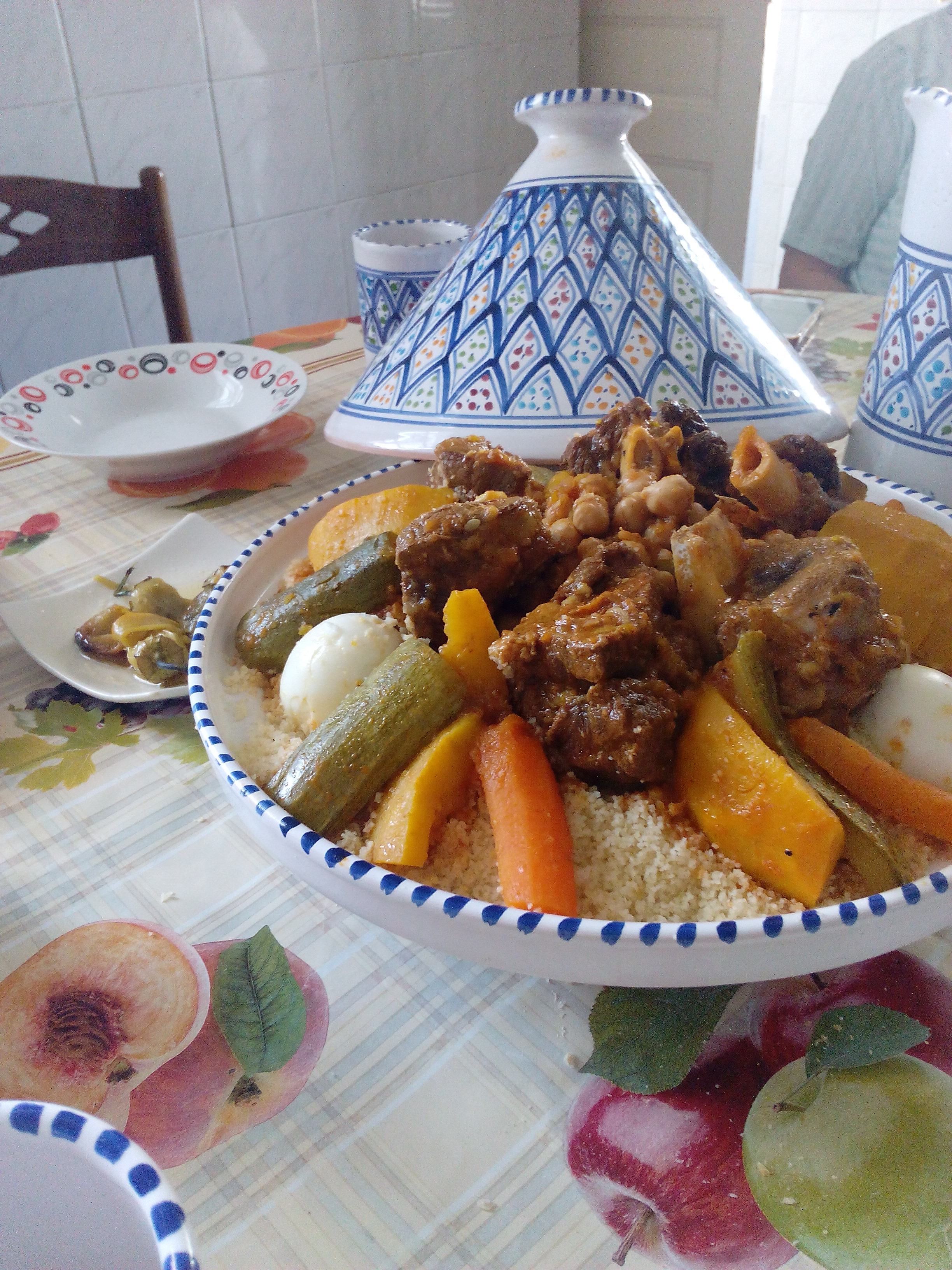
Couscous à la viande et aux légumes.
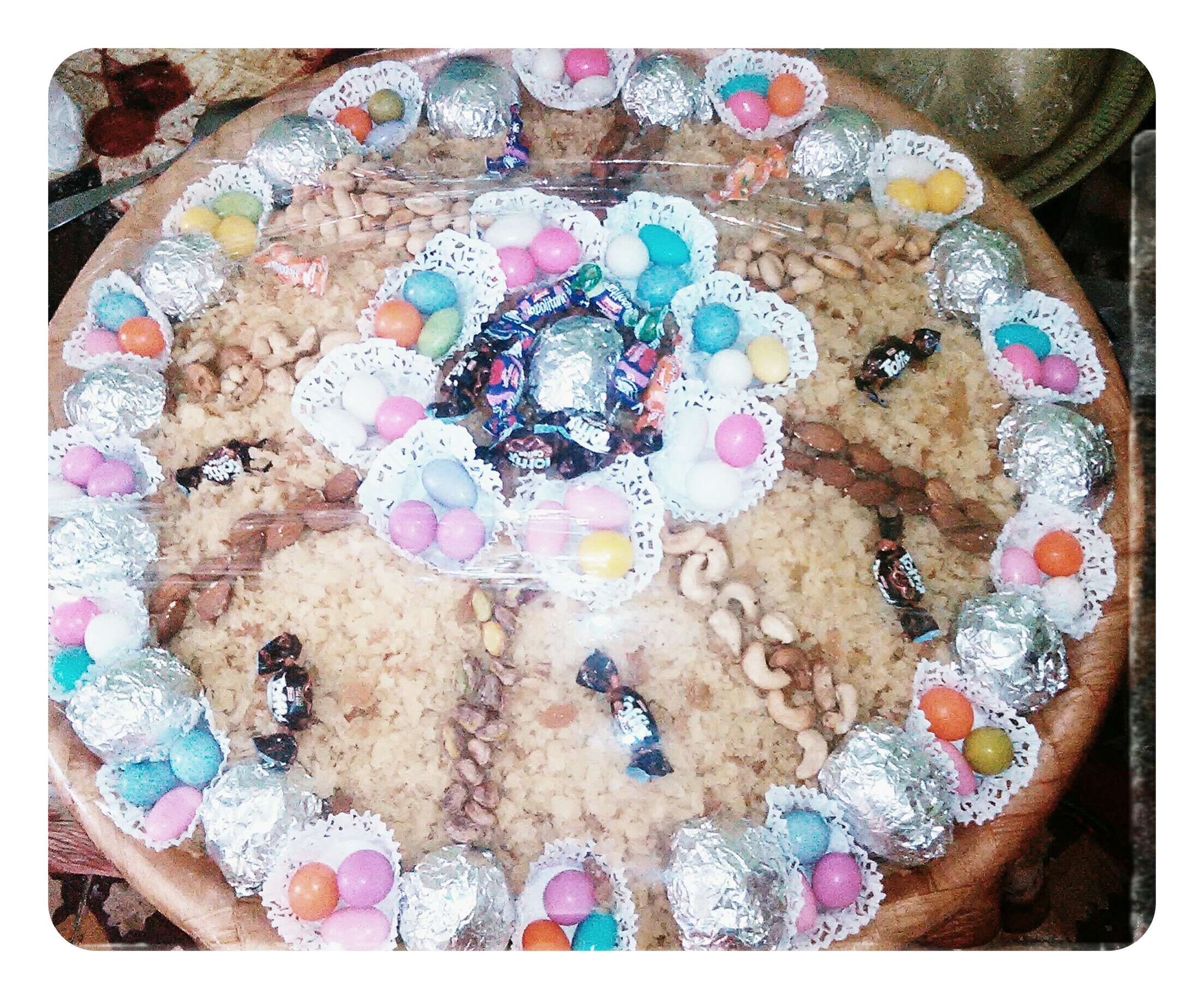
Seffa.

### Au Maroc
Une très grande variété de couscous est répertorié et chaque région se caractérise par un ou plusieurs types de couscous qui peuvent se multiplier en plein de déclinaisons correspondant à autant de sous-régions, voire tribus ou familles[réf. nécessaire]. Cependant, trois couscous peuvent être qualifiés d’emblématiques, :
- le couscous marocain traditionnel[33] qui peut comporter non exhaustivement ; une sélection assez représentative de légumes comme les carottes, navets, potiron, tomates, de viandes comme du bœuf, de l'agneau ou du poulet, parfumés avec des épices comme le safran, le gingembre, la cannelle, le ras el-hanout, sans oublier les herbes aromatiques comme la coriandre. Certains rajouteront des pommes de terre ou des patates douces, ou des fèves par exemple[réf. nécessaire] ;
- le couscous aux sept légumes[34] qui comporte sept légumes ; les tomates, courgettes, navets, carottes, potiron, chou, aubergines (les légumes peuvent varier). Ce couscous est agrémenté de bœuf, d'agneau ou de mouton. Un critère mettant tout le monde d'accord est le choix d'une seule viande et non d'un mélange de deux viandes pour parfumer le couscous. Le couscous au poisson est retrouvé au Maroc atlantique en particulier à Essaouira et Safi. La sauce du couscous appelée rwa روى ou marqua (مرقة) selon les régions peut être « jaune », ce qui renvoie en réalité au bouillon clair obtenu de la cuisson des légumes et de la viande. Il contraste, en ce sens, avec une autre préparation populaire, le couscous « sauce rouge », couleur obtenue grâce à la tomate (fraîche, en concentré) avec un morceau de smén (beurre salé fondu) pouvant être rajouté lors de la préparation pour donner un goût fort authentique ;
- le couscous à la tfaya est un couscous sucré-salé qui est fait aux raisins secs et aux oignons caramélisés parfumés à la cannelle et est servi avec du poulet. Ce couscous sucré est souvent servi avec du thé à la menthe ou du lbèn (lait fermenté). Ce dernier entre d'ailleurs dans la composition du saykouk, un couscous marocain mélangeant lbèn à la semoule de blé ou d'orge ;
- le couscous aux œufs et aux amandes est un plat originaire de la ville de Rabat préparé à base de semoule de blé dur et de viande ovine, et décoré à la tfaya[35] (une confiture d’oignons aux raisins secs caramélisée au miel, à la cannelle et à l'eau de la fleur d'oranger), aux amandes frites et aux œufs bouillis. C'est un plat qui est servi dans des occasions spécifiques, telles que la cérémonie de la veille de la fête du mariage et la cérémonie du retour du pèlerinage à la Mecque[36] ;
- le couscous à l'huile d'argan. Chez les Berbères soussis dans le Souss le couscous est parfois préparé avec de l'huile extraite du fruit d'arganier. L'huile d'argan est ajoutée à la semoule lors de sa préparation[37], et versée par-dessus le couscous en fin de cuisson[38],[37],[39].
- le baddaz est un couscous de semoule de maïs fine principalement préparé dans la région du Souss. Il peut être servi avec les légumes ordinaires, des figues vertes, ou avec des fanes de navets (afras)[40].

À noter qu'il existe également des couscous sucrés, comme la seffa qui se compose de semoule sucrée à la cannelle et aux amandes.
Le couscous belboula est un couscous représentatif de la culture culinaire marocaine : c’est un couscous à la semoule d'orge, il est préparé de la même manière que le couscous « classique ». On peut citer aussi le couscous khoumassi ou awerkis (aouerkis), qui comme son nom l’indique est un mélange de plusieurs céréales, le plus souvent au nombre de cinq. Ce couscous typique du Maroc saharien (Goulmima, Tan-Tan, , etc.), est préparé à base de farine de blé dur, farine de blé tendre, farine de maïs, farine d'orge et farine d'orge torréfiée. Ce couscous saharien est souvent préparé à la viande de chameau. Les Marocains mangent souvent le couscous avec les doigts en n’utilisant que le pouce et le majeur de la main droite.

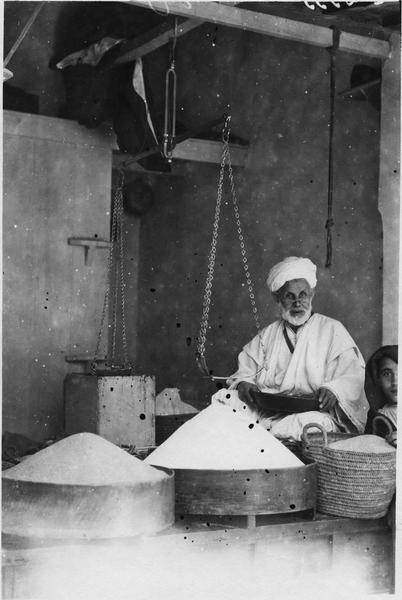
Marchand de couscous à Fès, 1916.
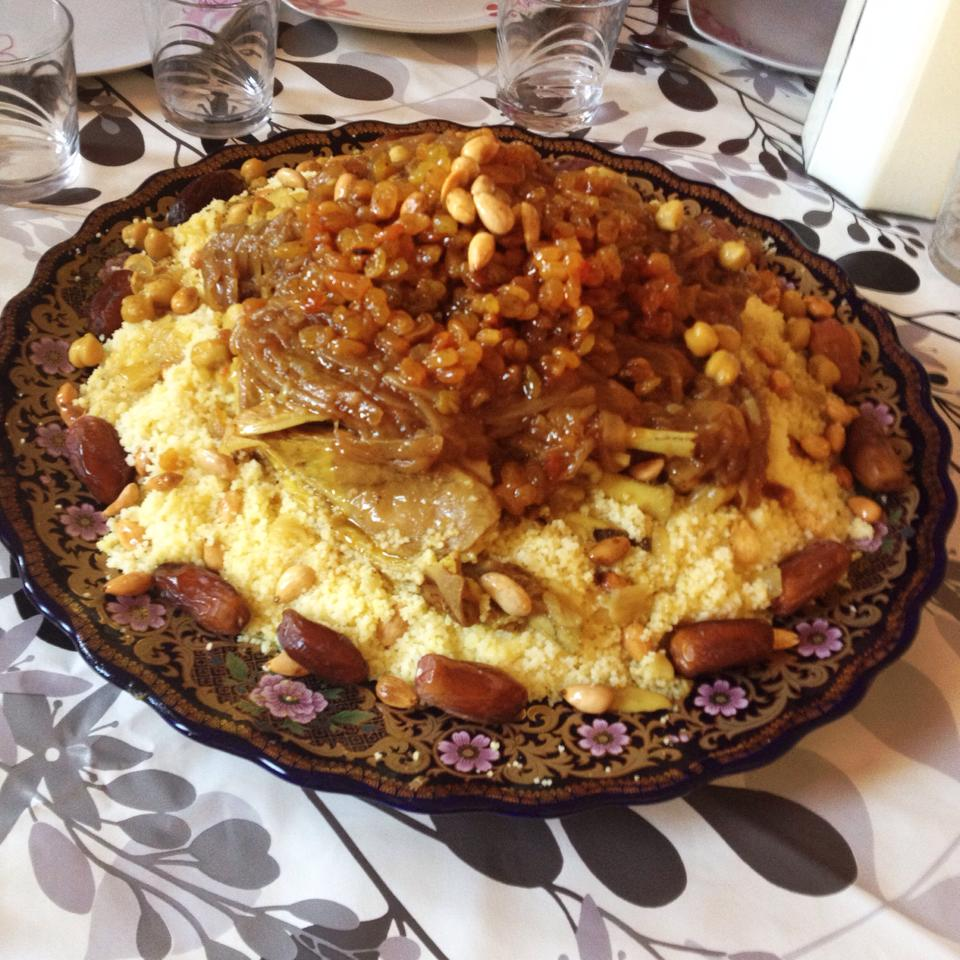
Couscous du vendredi.
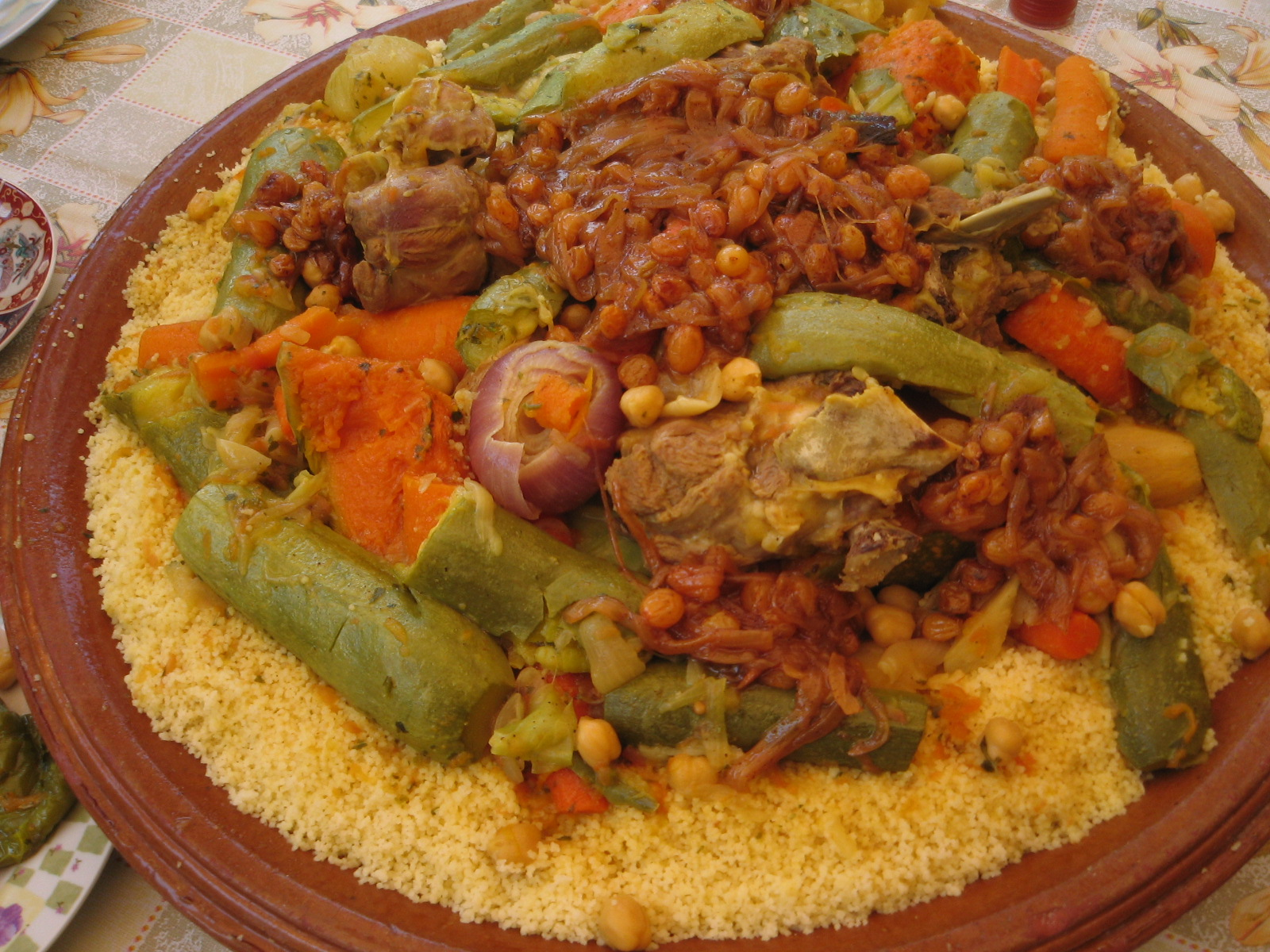
Couscous avec viande, légumes, oignon et raisins.
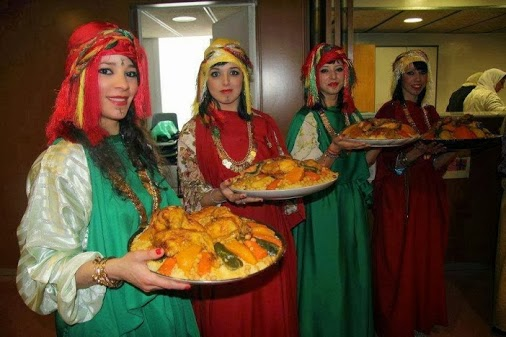
Marocaines en habits traditionnels présentant des plats de couscous.

### En Tunisie
Le couscous est le plat traditionnel tunisien particulièrement pour les cérémonies. Il est préparé à base de semoule travaillée et cuite à la vapeur mais dont la préparation varie selon la localité.
En Tunisie le couscous est généralement servi sur un tebsi (plat à pied en terre cuite).
Le couscous au mérou est un couscous au poisson typiquement tunisien et sicilien, tout comme le couscous bkaïla ou pkaïla (« épinard », en arabe), qui est un couscous aux épinards et à la viande de bœuf.
Une spécialité de Djerba, le couscous djerbien, veut que la viande ou le poisson ainsi que les légumes soient assaisonnés et cuits ensemble à la vapeur. Il existe d'autres variétés de couscous, allant du barkoukech du Jérid tunisien au borzgane du nord-ouest du pays.

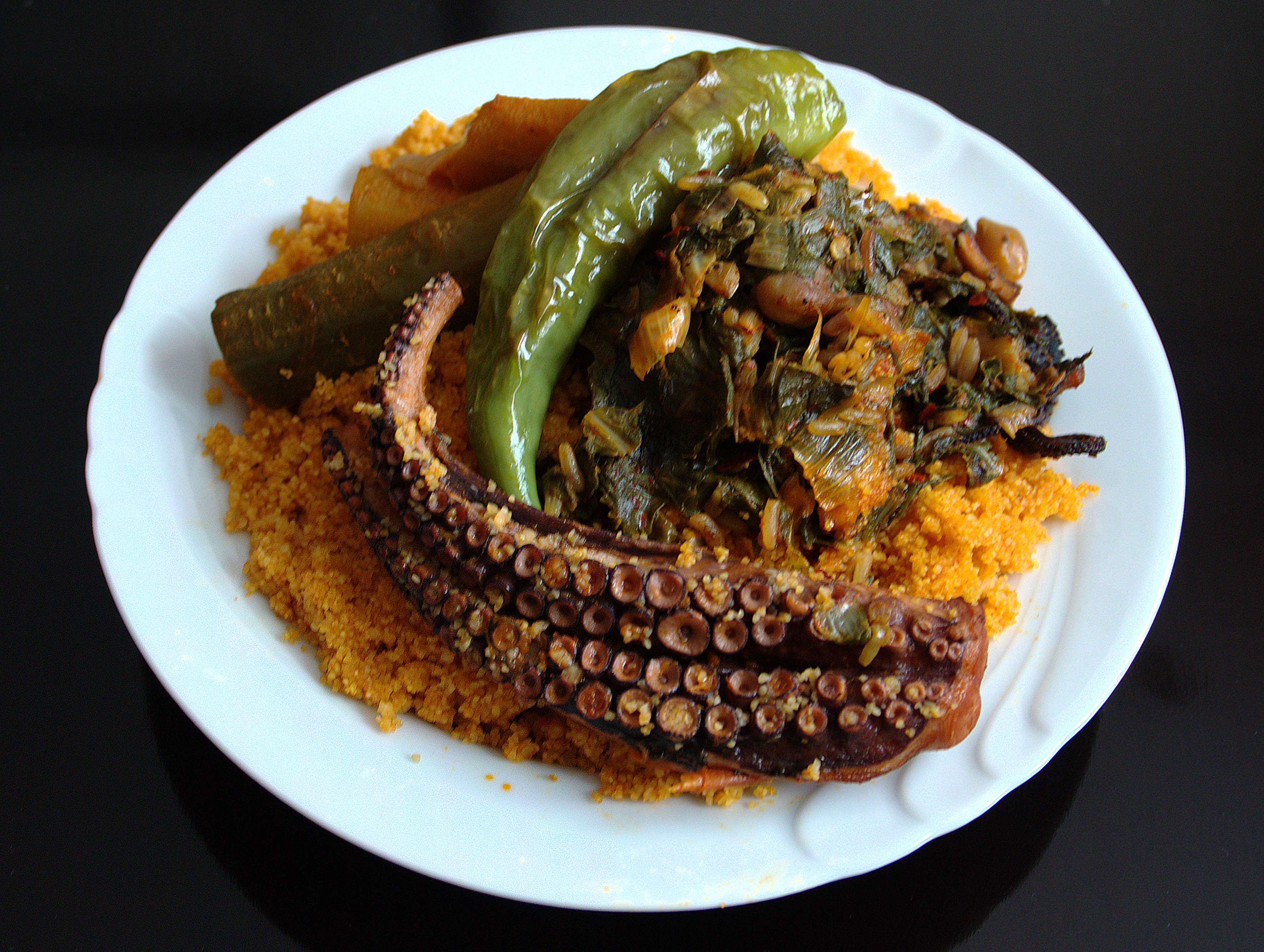
Couscous au poulpe, de la région de Sayada.

Le couscous au poisson, au poulpe, voire aux calmars farcis, sont des spécialités de certaines localités maritimes comme Sfax, Gabès, Djerba ou les îles Kerkennah. La semoule utilisée pour ce genre de couscous est très fine et travaillée juste avant la cuisson ; on n'utilise pas de pois chiches et peu de légumes (poivrons et navets, éventuellement des pommes de terre) pour le couscous au poisson qui exige cependant du cumin, des oignons, de la tomate et beaucoup d'ail.
Le couscous barbouche est un plat typique du Sud de la Tunisie ; c'est un couscous aux tripes et aux herbes (feuilles de coriandre, persil), servi traditionnellement avec des œufs durs.
Le couscous aux tripes et boyaux farcis (osban) est pour sa part cuisiné de moins en moins, compte tenu du temps que nécessite sa préparation.
Le couscous barbouche est un plat typique du Sud de la Tunisie ; c'est un couscous aux tripes et aux herbes (feuilles de coriandre, persil), servi traditionnellement avec des œufs durs.
Le couscous se nomme mesfouf lorsqu'il est préparé d'une façon particulière : le mesfouf du nord du pays est sucré et servi comme entremets alors que le mesfouf de Djerba est salé, accommodé avec de la viande séchée conservée dans l'huile d'olive, des ouzaf et du hrous (poivrons et piments verts concassés et conservés dans du gros sel), ou bien avec des herbes (surtout au printemps) dont les oignons verts, les fanes d'anis ou de fenouil et le yazoul, ou gazoul (ail sauvage).
Il existe aussi des spécialités régionales tunisiennes de couscous d'orge et de lentilles.

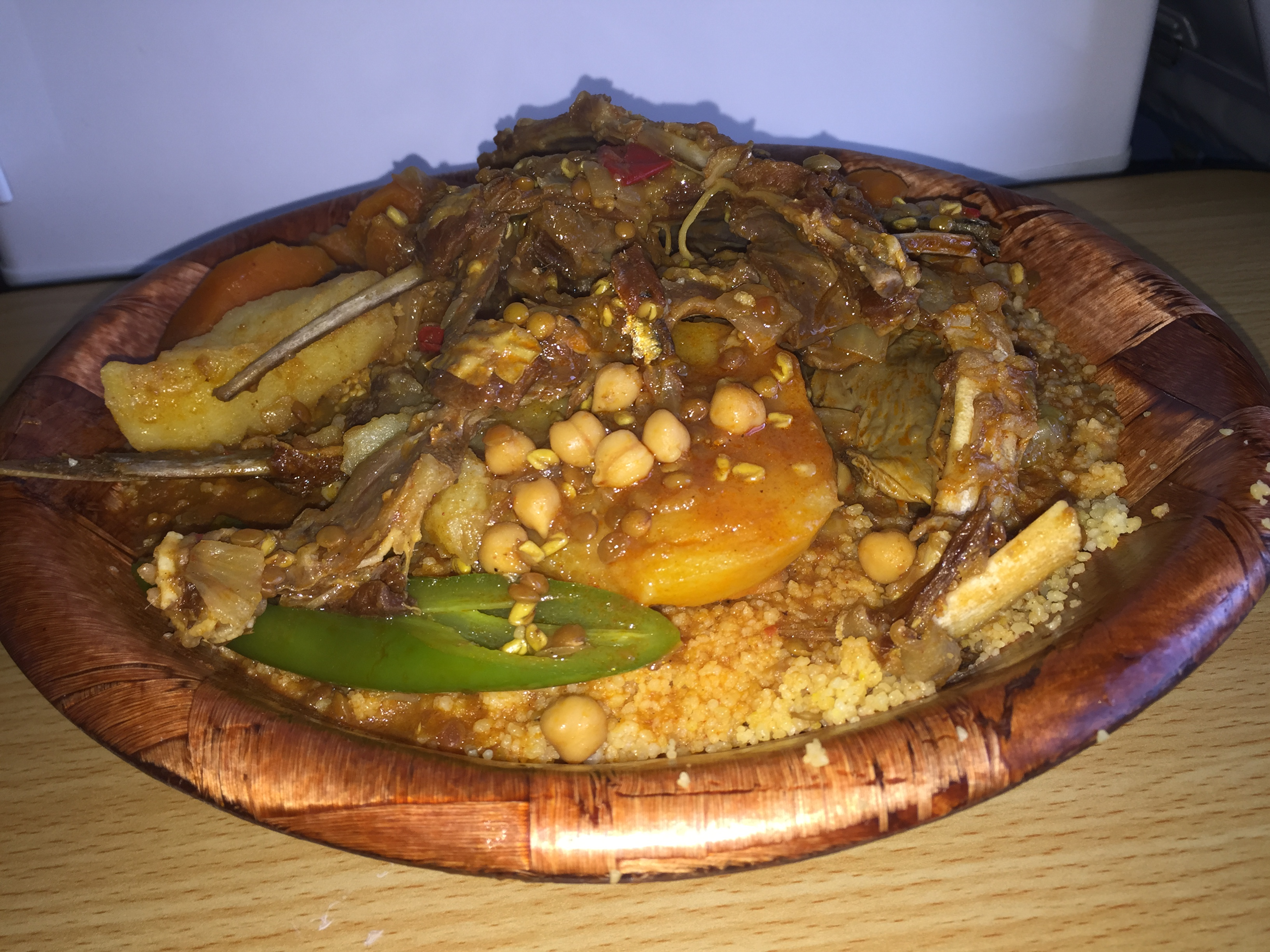
Couscous traditionnel.
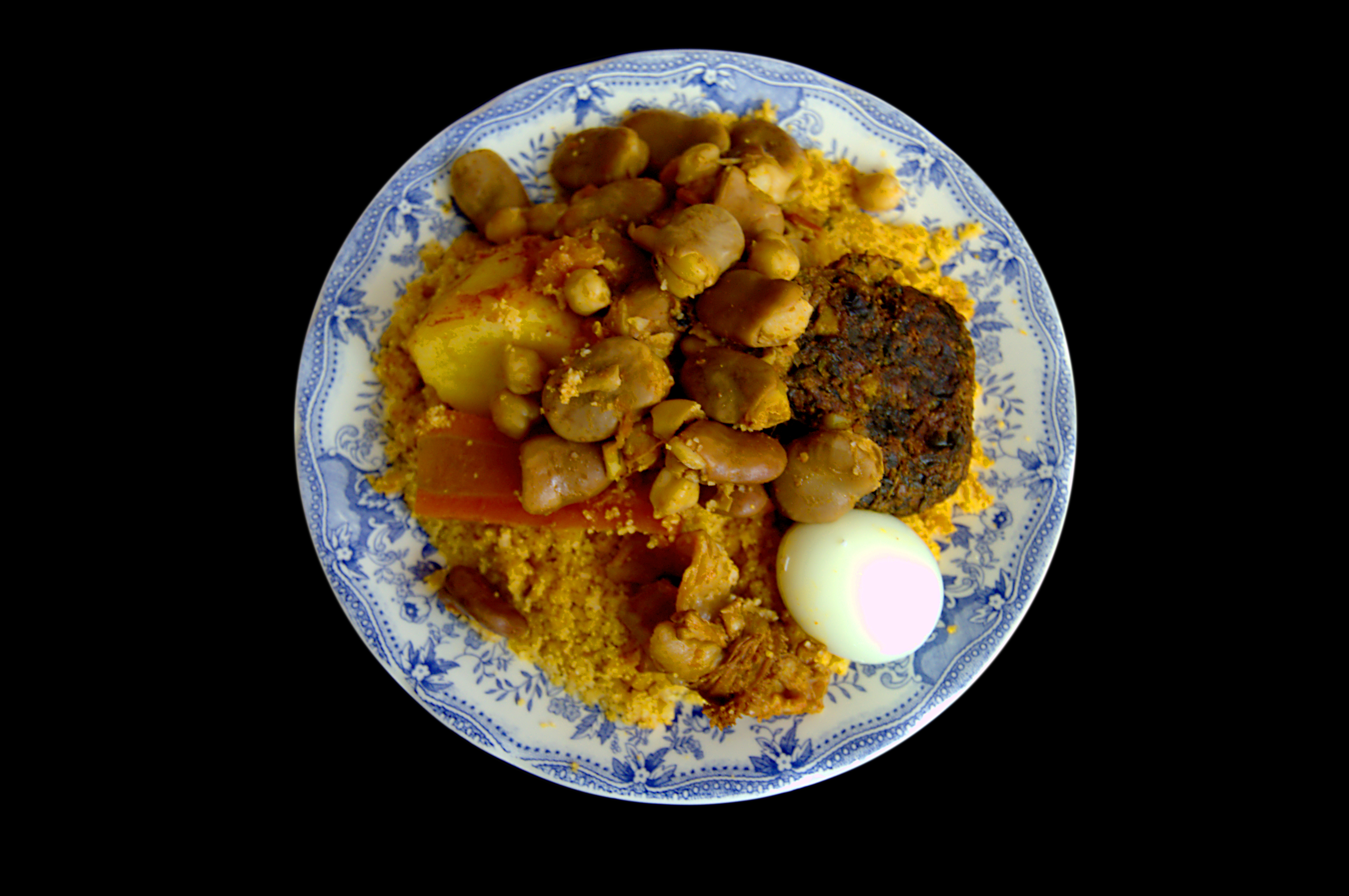
Couscous keddid chebtya.
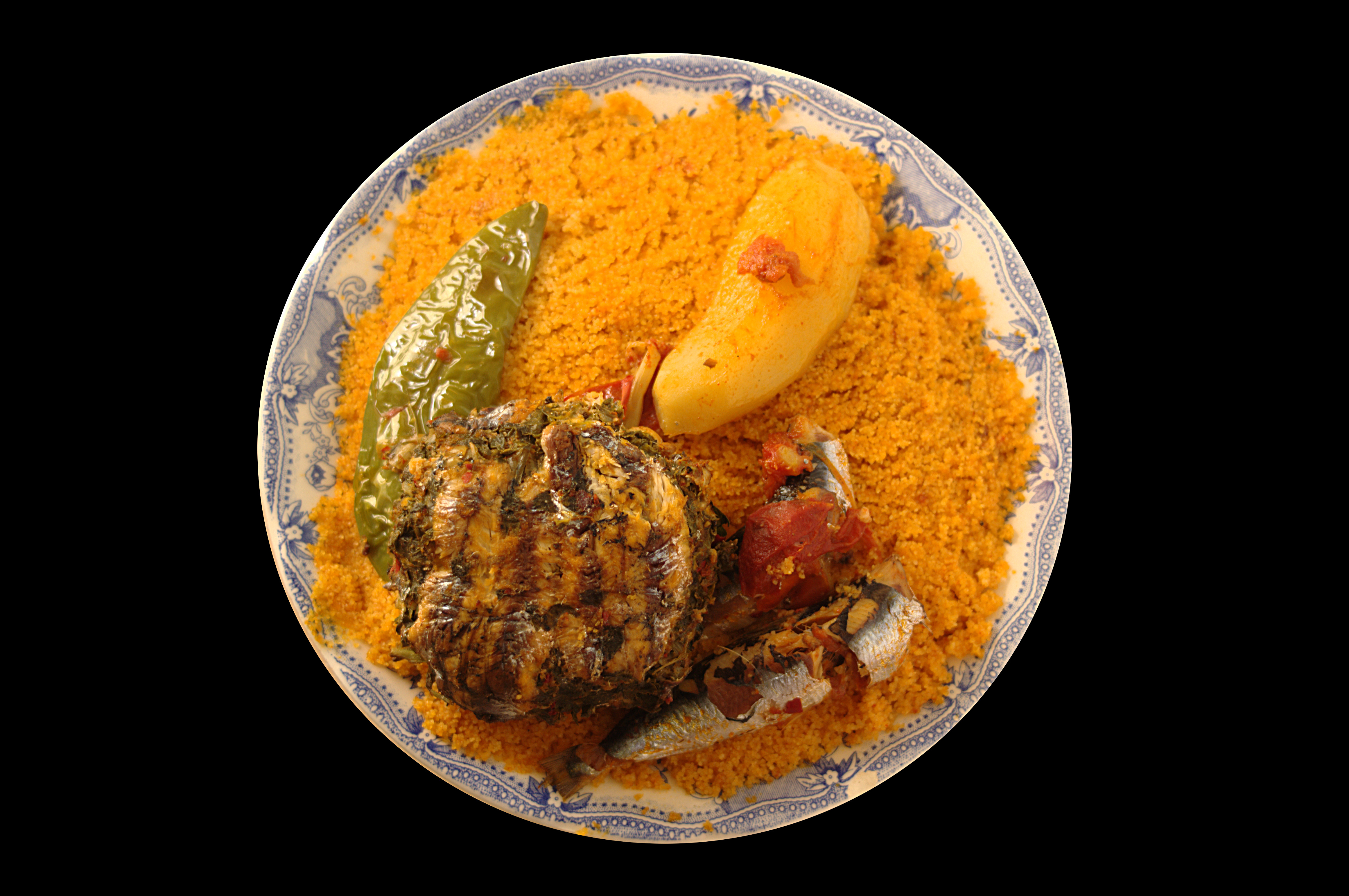
Couscous à la sardine et osbane.
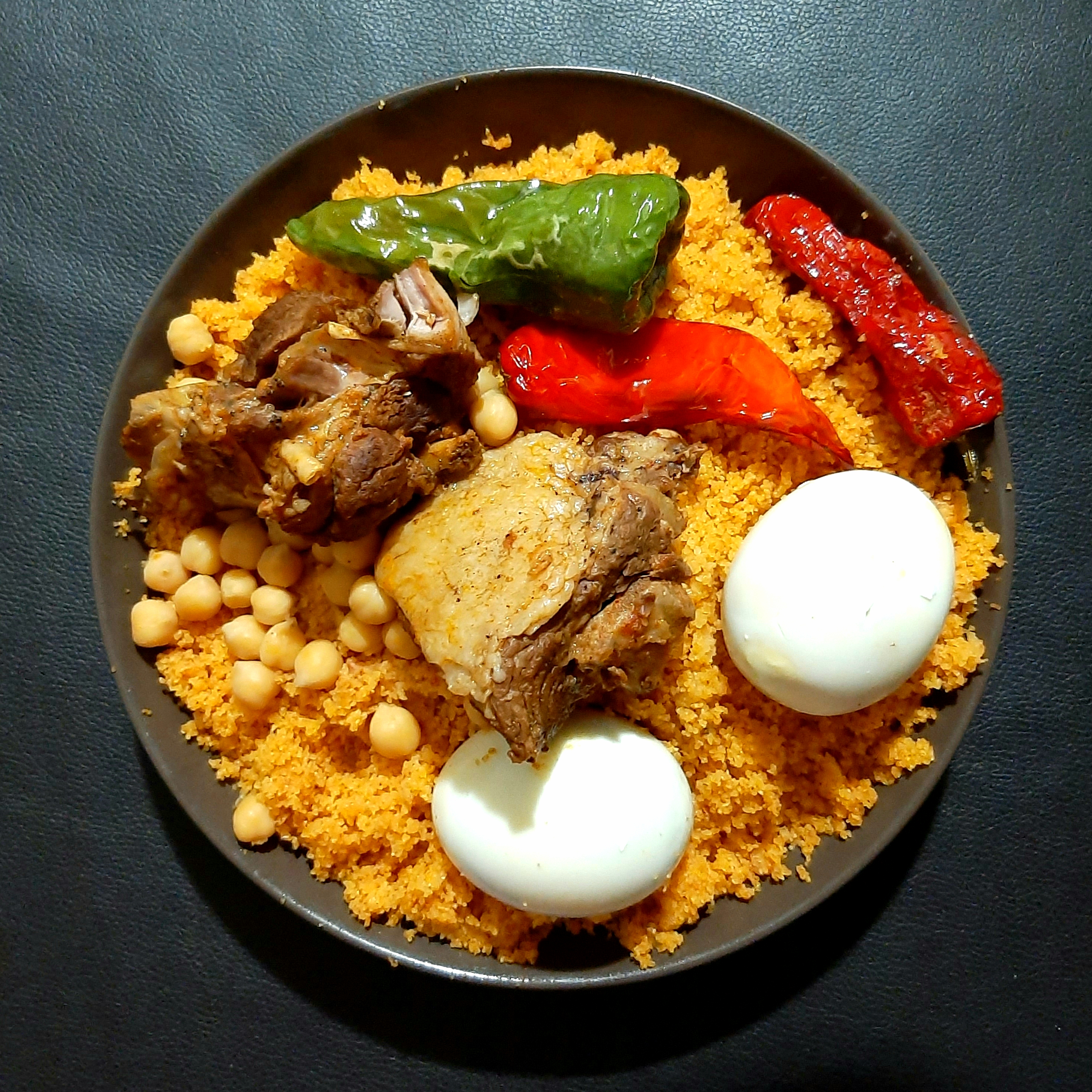
Couscous à l'agneau.
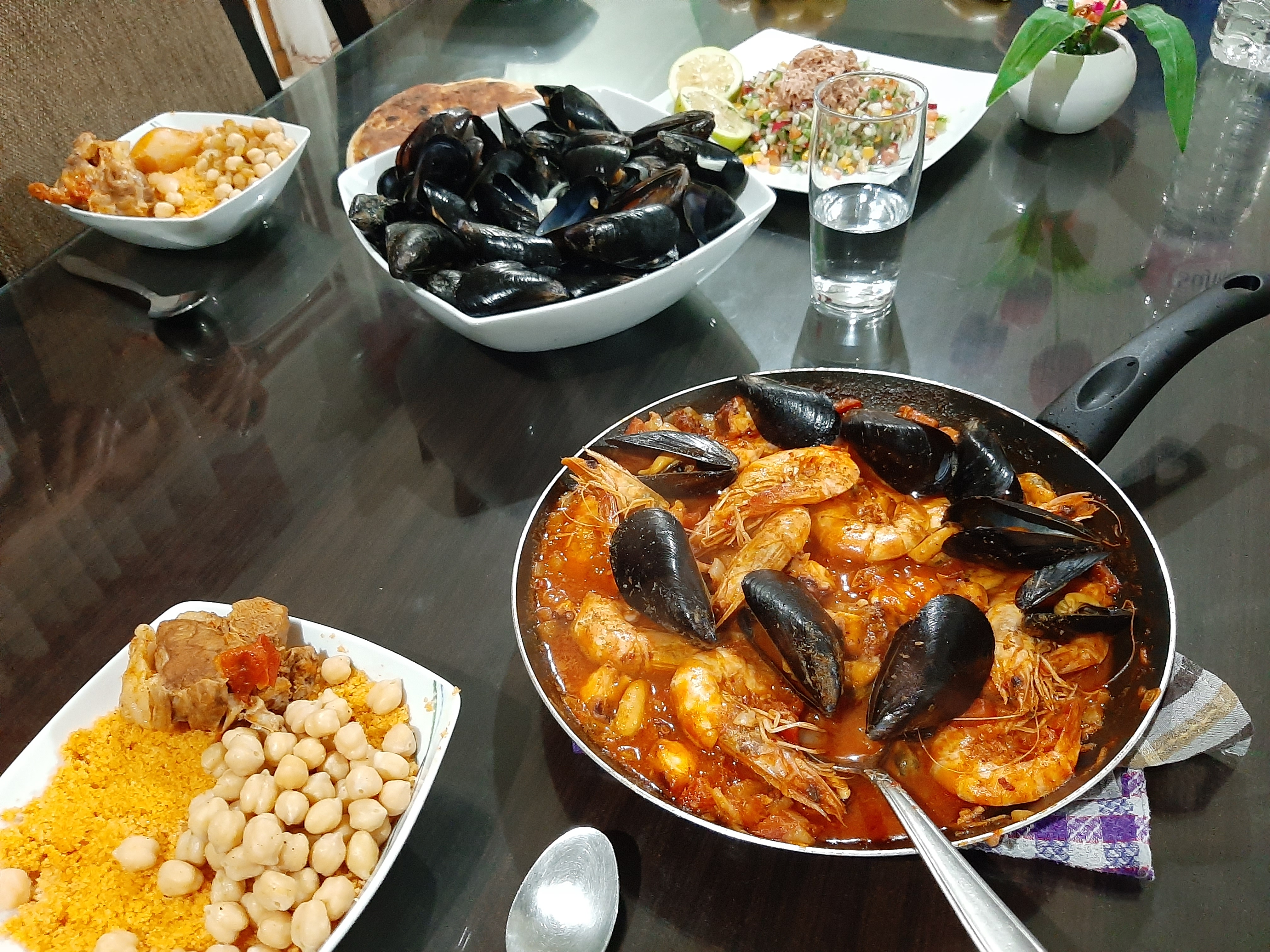
Couscous kamounya aux fruits de mer.

#### Cuisine juive

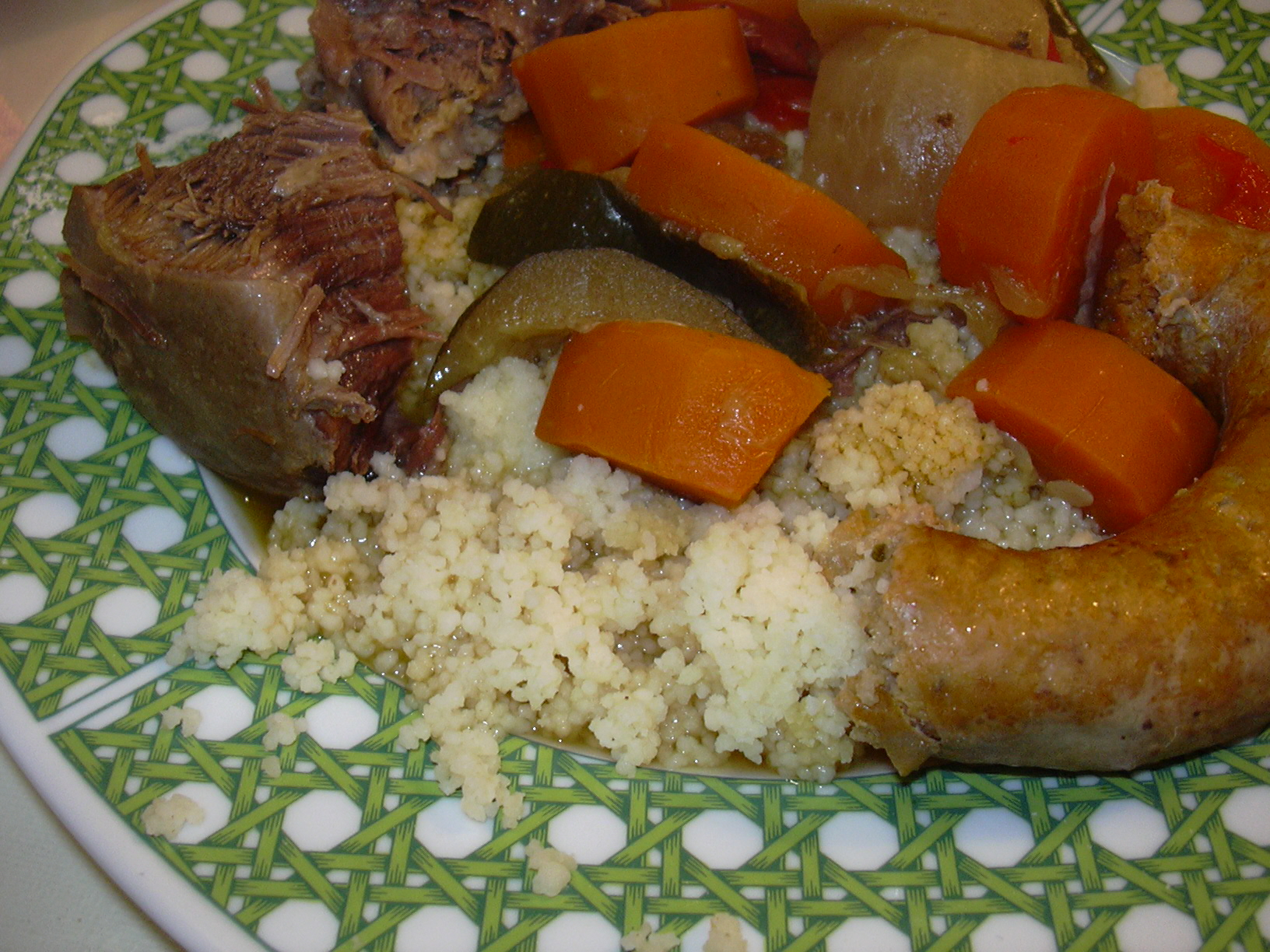
Couscous boulettes à la viande et aux légumes.

Les Juifs de Tunisie préparent systématiquement un couscous aux légumes avec viande de bœuf ou de poulet, et aux boulettes de viande pour le vendredi soir précédant le jour du Shabbat. C'est également un plat de fête. Pour le repas du samedi midi, est laissé mijoté depuis la veille - autrefois sur un kanoun (fourneau genre brasero en terre cuite) rempli de braises sur un fond de sable ou le four traditionnel appelé tabouna — aujourd'hui sur une plata (plaque chauffante à basse température) — un tajine (tfina) à la viande ou au poulet servi avec de la semoule pour composer le couscous de ce jour. Ce peut être un couscous camoun (aux haricots et cumin) appelé également camounia,, un couscous preïla (aux épinards frits et haricots, possiblement assorti d'osbana),, un couscous ganaouia (aux gombos), un couscous arricha (au blé),, un couscous nikitouche (au poulet et petites pâtes),...

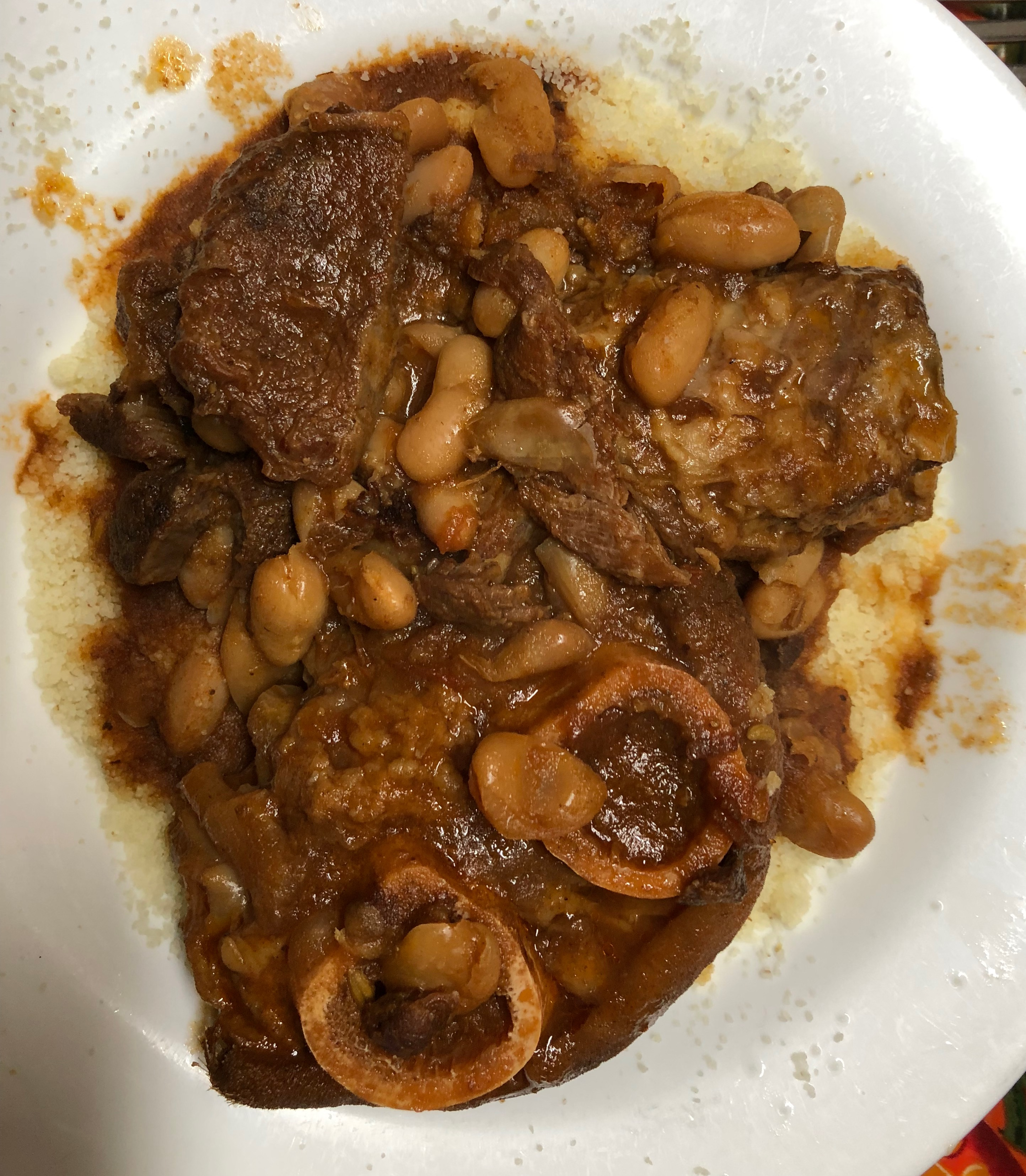
Couscous camouniya au bœuf et haricots.

Les autres jours de la semaine, ils sont aussi friands du couscous au poisson (généralement du mulet, du mérou ou de la daurade) préparé avec plusieurs légumes et servi avec ses boulettes de poisson,. D'autres types de couscous — respectant toujours les règles de la cacherout — sont confectionnés dans la cuisine juive tunisienne, tels le couscous « maigre » dit kraâ (courge, potiron) ou foul (fèves) cuit avec du merguez ou le couscous d'sgayine (« de deuil ») (aux seuls légumes et pois chiches, soit un couscous végétarien) servis la semaine du 9 Av,. Des couscous sucrés sont présentés occasionnellement tels les couscous 'hlou aux abricots ou aux marrons ou aux coings ou à la grenade.

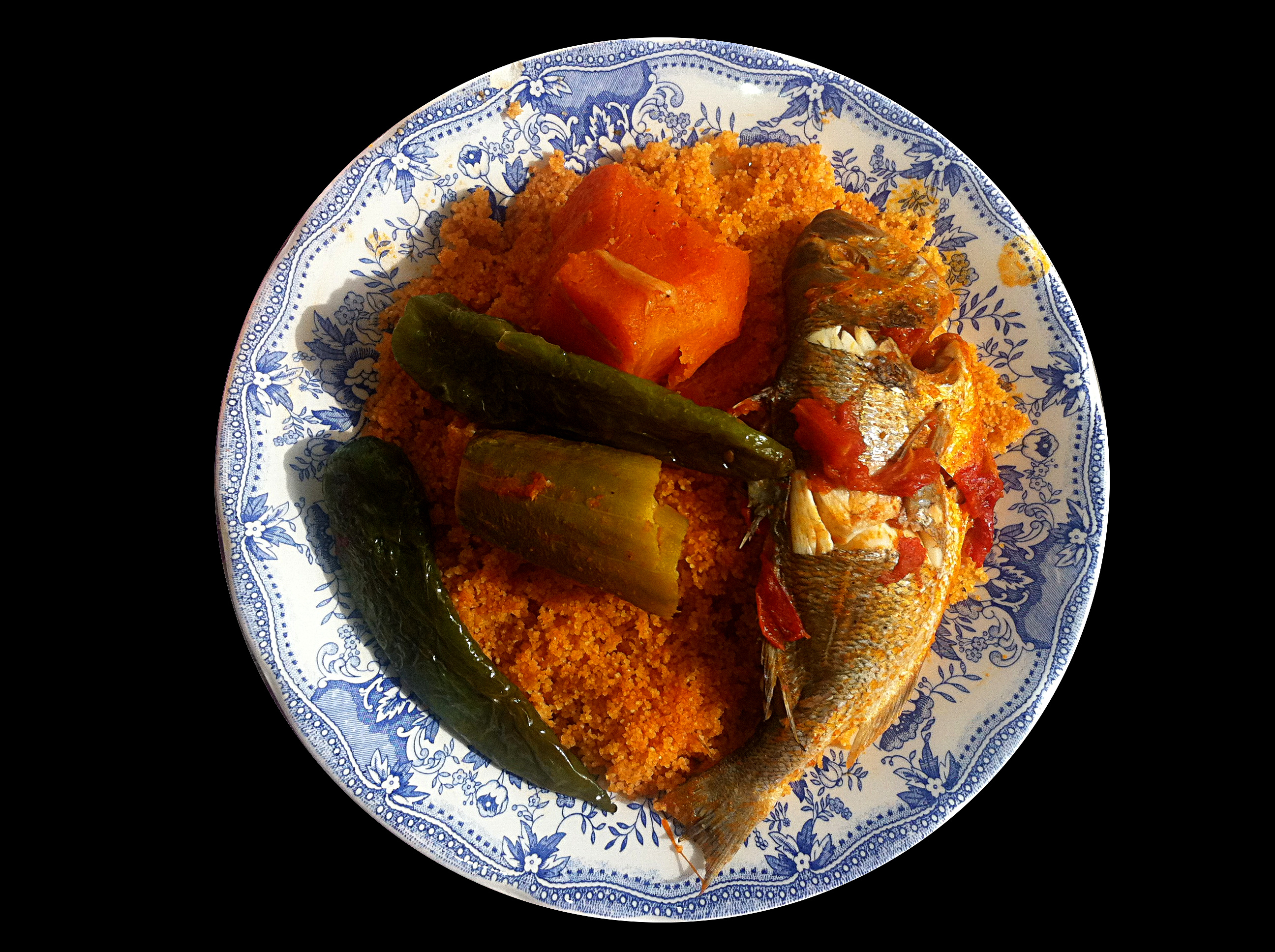
Couscous poisson à la dorade.
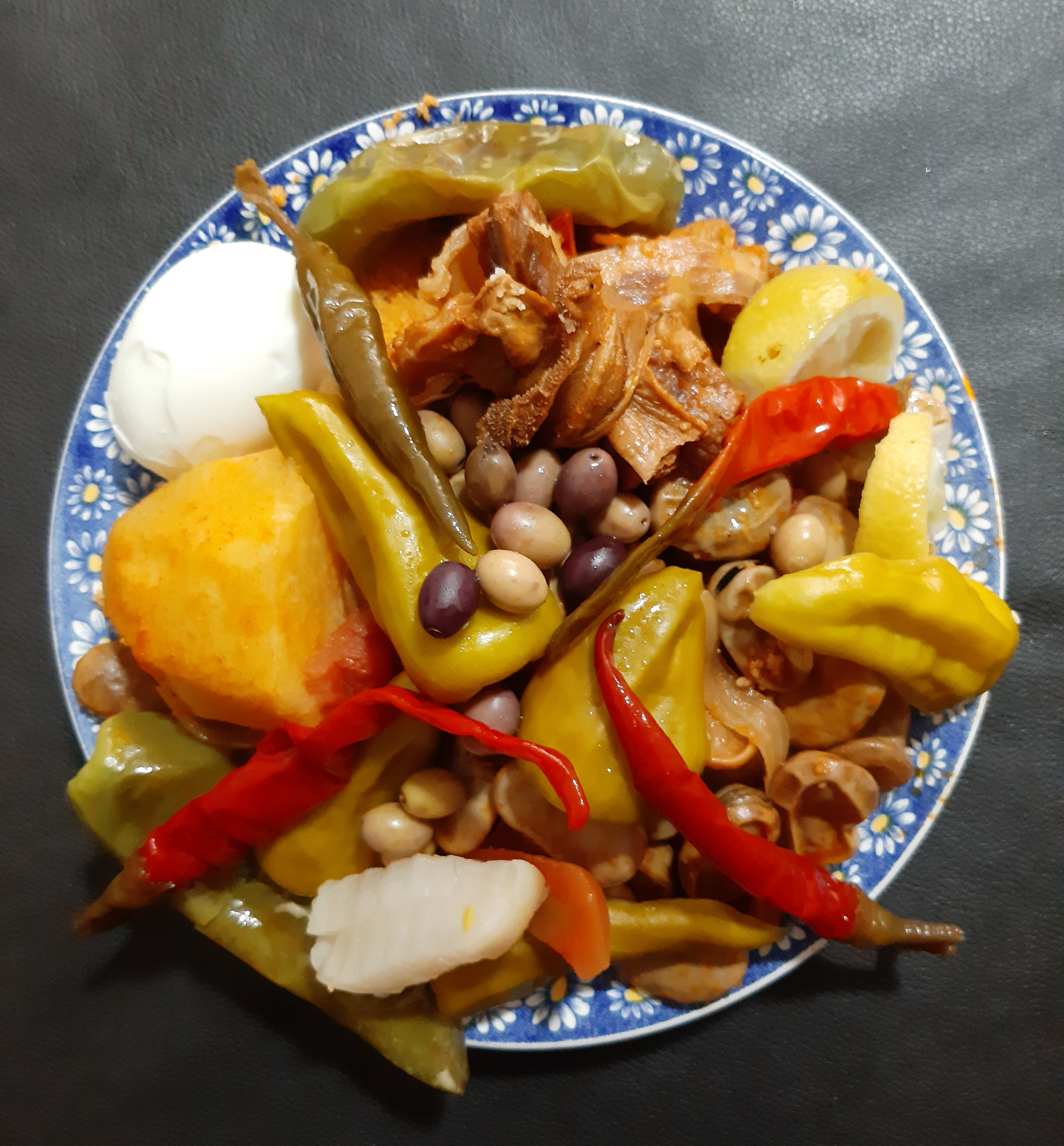
Couscous végétarien convenant pour le 9 Av.

### En Égypte
Dans les régions berbérophones l'Égypte occidentale, dont l'oasis de Siwa où vivent les Issiouane, une population berbérophone, le couscous est un mets culinaire traditionnel. Pareillement, les Berbères de l'oasis de Qaret ont le couscous pour mets traditionnel.
Ailleurs en Égypte, le couscous est connu sous le nom de kuskusi (كسكسي). On ne connaît pour l'instant pas de nom copte du couscous.

### Au Levant
Le moghrabié (مغربية moghrabieh) ou maftoul (مفتول maftul) aussi appelé couscous levantin (al kuskus al shami) est un mets traditionnel levantin proche du couscous et du berkoukes dont l'origine remonterait au couscous maghrébin.
On le retrouve des variantes levantines du couscous dans la cuisine libanaise, la cuisine palestinienne, la cuisine jordanienne et la cuisine syrienne.

### En Europe du Sud
L'arrivée des Maures dans une partie de l'Europe du Sud à la suite de la conquête musulmane de ces régions a donné lieu à une influence culinaire sur ces régions.

#### En Italie

##### Sardaigne
Le cascà de Carloforte (ou cascò en dialecte ligure tabarquin) ou cuscus tabarchino est propre à la population de Carloforte (île San Pietro), dans le Sud de la Sardaigne, et est issu du couscous tunisien. La population de Carloforte, originaire de la Ligurie, colonisa l'île de Tabarka, en Tunisie, entre 1540 et 1738. Mais à la différence des couscous maghrébins, la recette de Carloforte est végétarienne, la semoule est accompagnée avec différents légumes (pois chiches, petits pois, choux, choux-fleurs, carottes, fenouil, céleri, aubergines, courgettes, oignons, ail) et est aromatisé avec des herbes (fenouil sauvage, marjolaine) et des épices (poivre, coriandre, cannelle, clous de girofle, anis étoilé, noix de muscade). Toutefois, des recettes récentes incluent aussi du porc.
Le cascà de Calasetta est une autre variante du cuscus tabarchino, qui se cuisine à Calasetta, sur l'île de Sant'Antioco, en face de Carloforte. Cette version est plus simple, comportant moins de légumes (choux, carottes, oignon, céleri), des plantes aromatiques telles que le persil, et surtout de la viande de brebis.
On trouve aussi en Sardaigne un format de pâtes appelé fregula, qui rappelle la mhamsa. La fregula con le arselle est une sorte de soupe à base de gros grains irréguliers de pâte à la semoule de blé dur et de palourdes.

##### Sicile
En Sicile, on trouve le cuscus trapanese (cùscusu dans le dialecte local). À Trapani (territoire ayant des liens historiques et sociaux fréquents au cours des deux derniers siècles avec la Tunisie et la Libye), et dans les zones environnantes, comme Favignana et San Vito Lo Capo, le couscous est maintenant utilisé presque tous les jours, au point d'y être une des spécialités. La sauce, la ghiotta, est un mélange de soupe de poissons (rascasse rouge, rascasse brune, mérou, saint-pierre, bogue, grondin, louvareau, anguilles des marais salants de la région, ainsi que des crevettes et langoustines).
Une autre version dans la région (en particulier à Marsala et Mazara del Vallo) sont les frascatuli, des boulettes de farine pétrie, servies avec un bouillon de poissons.
Dans l’arrière-pays de Trapani, le couscous, ou frascatole, est également accompagné par une soupe de chou-fleur, haricots, carottes, pois chiches et autres légumes.
Aujourd'hui ancré dans le paysage culinaire de l'île, ce plat est reconnu comme « produit agroalimentaire traditionnel de Sicile », une distinction accordée par le ministère des Politiques agricoles, alimentaires et forestières. Chaque année depuis 998, un championnat du monde de coucous se tient dans la petite ville de San Vito lo Capo, située à une trentaine de kilomètres de Trapani.

#### À Malte
Le kusksu de Malte, qui s'apparente au mhamsa, n'est pas un couscous à proprement parler mais semble dérivé du couscous. Il est probable que le kusksu soit né pendant la conquête maure de Malte.

#### En Grèce et en Turquie
Le κουσκουσάκι / kouskousáki en grec moderne ou kuskus en turc, est une pâte bouillie et servie avec du fromage et des noix.

### Au Sahel

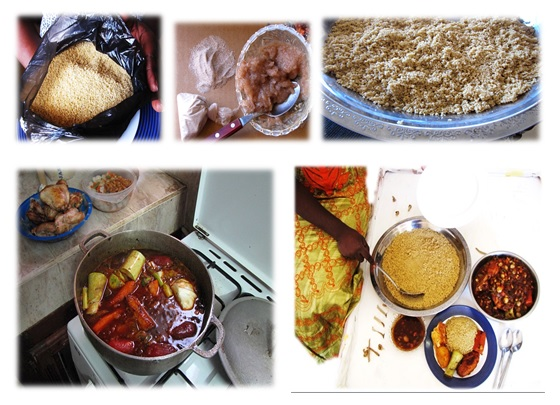
Préparation du couscous thiéré.

Au Sahel occidental dans le nord de l'Afrique de l'Ouest (Sénégal, Mali et Niger) et de l'Afrique centrale (Tchad), plusieurs peuples connaissent le couscous en raison de l'influence maure et touarègue dans certaines parties de cette région.
- Les Wolofs le nomment cere ou tyere, les Mandingues bási, les Soninkés futo, les Peuls lacciri, les Soussous kusikusi, les Sérères sadj et les Zarma dambu (le dambou).
- Au Sénégal, le thiéré (tyere) est un couscous de mil très populaire, traditionnellement consommé le jour de la tamkharit[61].
- Le dègué est un couscous à gros grains cuit à l'eau.
- L'araw, le lakh et le fondé sont des couscous à très gros grains cuits à l'eau.
- En Afrique centrale, il est appelé wasa en toubou et djinga dans certains dialectes tchadiens.
- Au Bénin et au Togo, le wassa wassa (wasa wasa), aussi appelé « couscous d'igname » ou « couscous noir » en raison de sa couleur.
- En Côte d'Ivoire, l'attiéké (acheke)).

### En Israël
En Israël, les Juifs maghrébins, les juifs berbères, les tochavim et les megorachim ont apporté au pays la pratique culinaire du couscous.
Il existe en Israël une variante de pâtes appelée ptitim, aussi surnommée couscous israélien ou couscous perlé, inventée en 1950, possiblement inspiré du moghrabié ou maftoul levantin.
Les pâtes de couscous israéliennes auraient été inventées en tant que substitut au riz, qui était rare en cette époque..
En Israël c'est surtout un mets culinaire servi aux enfants tandis qu'en Amérique du Nord c'est considéré comme un mets délicat gastronomique préparé par les grands chefs.

## Reconnaissances et prix
En janvier 2019, l'Algérie, le Maroc, la Tunisie et la Mauritanie émettent un « projet commun » pour inscrire le couscous au patrimoine mondial de l'Unesco,.
En décembre 2020, « les savoirs, savoir-faire et pratiques liés à la production et à la consommation du couscous » sont inscrits par l'UNESCO sur la liste représentative du patrimoine culturel immatériel de l'humanité,.
Concours international Couscous Fest
- En 2018, la Tunisie est élue championne du monde du couscous à la 21e édition du concours international Couscous Fest[67].
- En 2019, le Sénégal remporte le prix[68].